# 中国国际航空

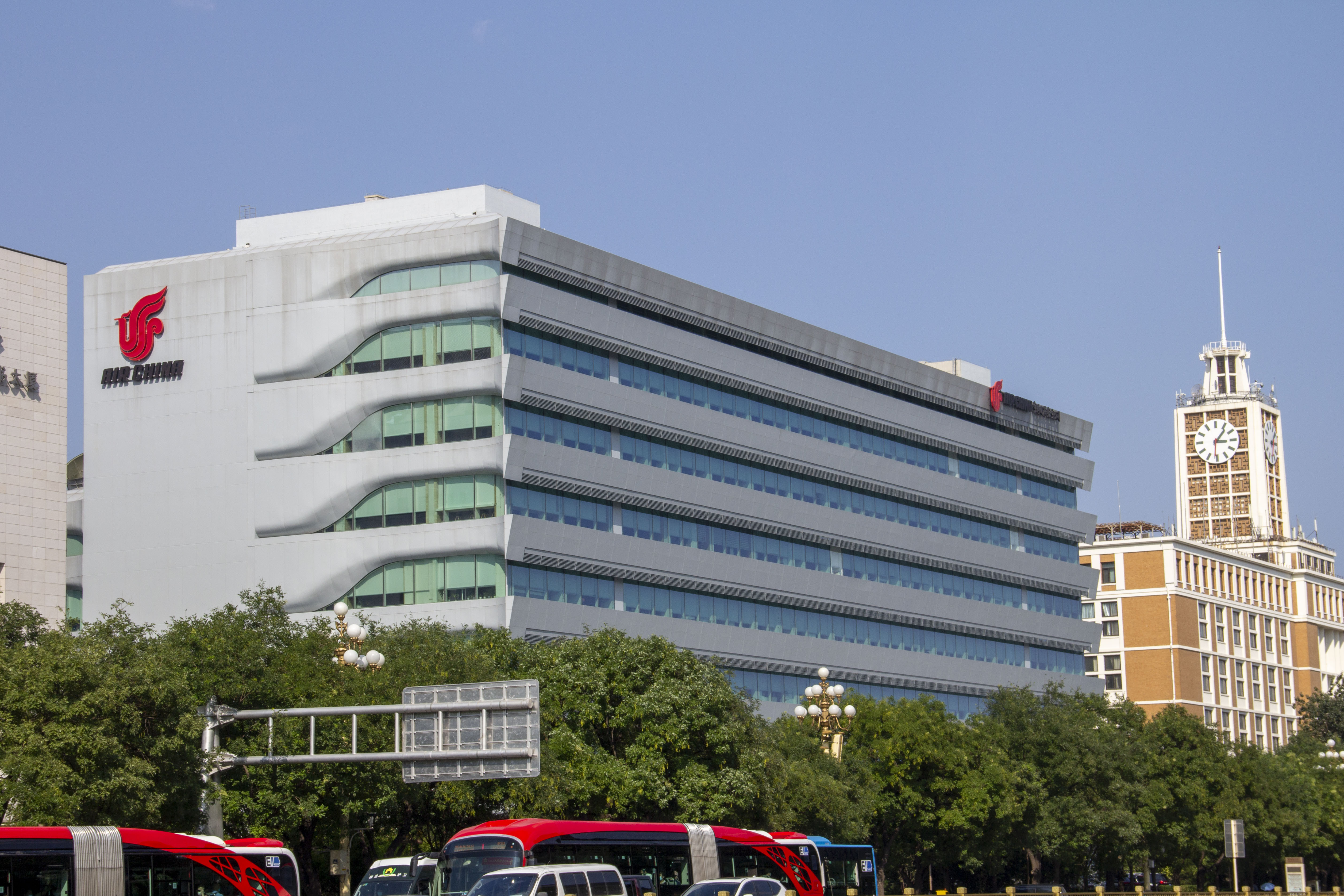
国航西单售票处（民航营业大厦）

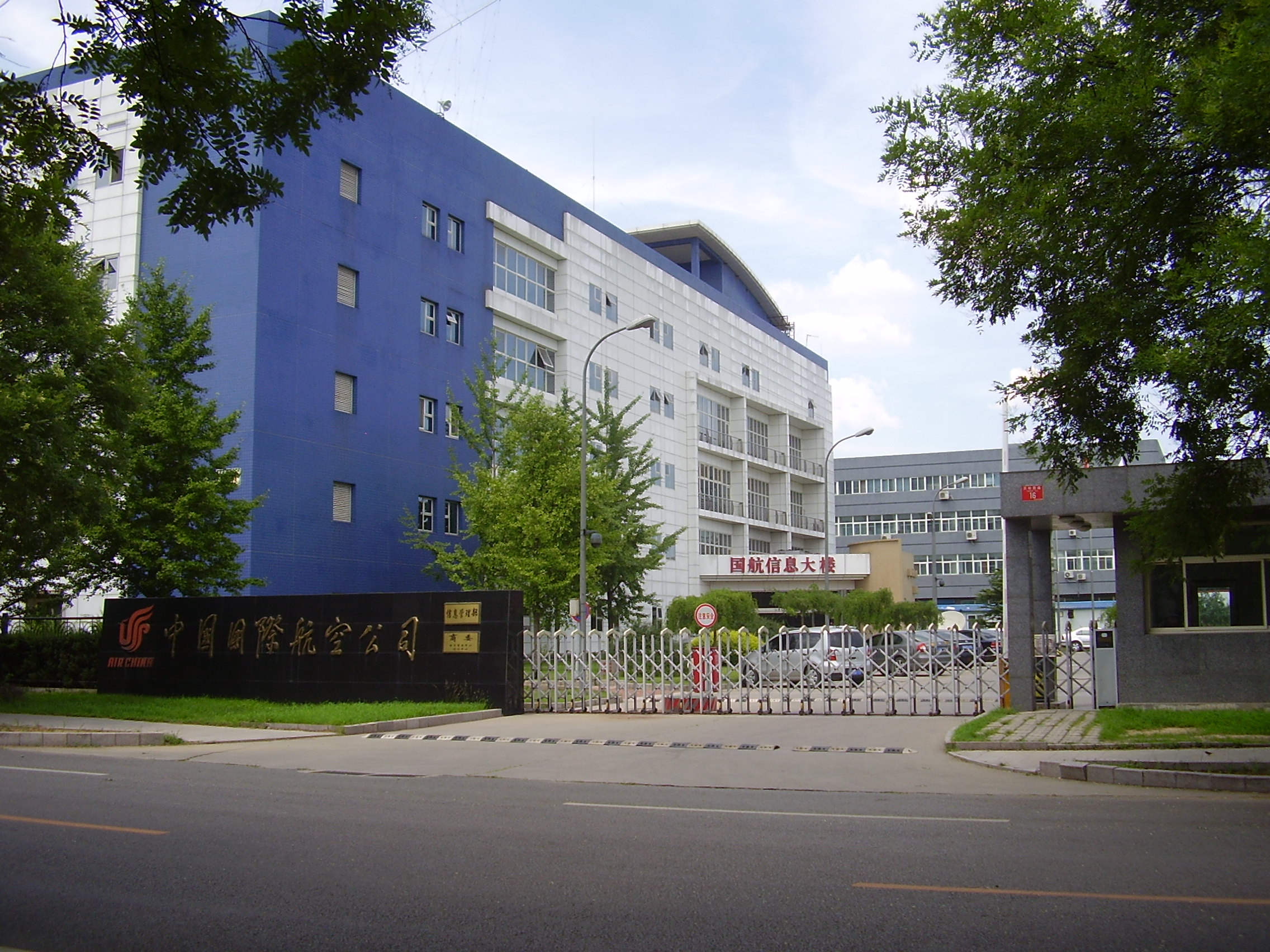
国航信息大厦

中国国际航空（英語：Air China，IATA：CA，ICAO：CCA，港交所：0753、LSE：AIRC、上交所：601111），在中国简称国航，是中华人民共和国的唯一載旗航空公司，是中国航空集团的核心企業。总部设於北京市，并以北京首都国际机场和成都双流国际机场为枢纽机场。與中國南方航空和中國東方航空並列為國有三大航空公司。
中国国际航空公司成立于1988年。2002年10月，中国国际航空公司联合中国航空总公司和中国西南航空公司，成立了中国航空集团公司，并以联合三方的航空运输资源为基础，组建新的中国国际航空公司。中航集团（中国国际航空股份公司母公司）与东航集团、南航集团合称中国三大航空集团（国航、东航、南航亦合称中国内地三大国有航空公司），经营业务包括航空客运、航空货运及物流两大核心产业。國航是中國唯一載國旗飛行的民用航空公司以及世界最大的航空聯盟星空聯盟成員，並負責了中國國家領導人出國訪問的專機任務，也負責許多外國元首和政府首腦在國內的專包機任務。中國國際航空雖是中國的載旗航空公司，但在執飛台灣地區航線的飛機，皆無五星紅旗之國旗圖案。
中国国际航空股份公司2023年营业总额1,411亿元人民币，全年虧損31.8亿元人民币。

## 歷史
国航的历史雖然最早可追溯到中国民航，目前並繼承其載旗航空的權利，但與1952年7月自中國人民航空公司改組的民航並沒有歷史直接傳承，國航實際上是脫胎於3年後成立的“民航北京管理处飞行大队”中。

### 民航北京管理局
1954年4月，军委民航局飞行大队由天津迁往北京:47。1955年1月1日，中国民用航空北京管理处在北京西郊机场成立，配属一个飞行大队，当时共有C-46型2架、C-47型3架、革新号6架、CV-240型1架、里-2型9架、Ae-45型3架，同日开办首条国际航线（北京往返伊尔库茨克）:50。空军同年4月向民航北京管理处调拨伊尔-12型4架，北京管理处同年6月又接收了4架向苏联订购的伊尔-14:51。1955年11月16日，民航北京管理处飞行大队下始设3个中队:52。民航北京管理处组建之初便开始执行国内专包机任务（含外国代表团包机），但直至1965年民航北京管理局时期才开始正式执行远程专机任务。
1958年3月1日，随着首都机场建成，民航北京管理处由西郊机场转场至首都机场:62。1959年1月1日，民航北京管理处改称民航北京管理局:104，同年民航北京管理局引进伊尔-18:253，1960年4月1日投入运营:72。
民航北京管理局飞行大队1963年4月9日更名为中国民用航空总局北京管理局运输飞行大队，同年7月22日命名为中国民用航空第一飞行大队:466。1964年3月26日，民航北京管理局使用伊尔-18开通京沪、京广不停站直航:86。1965年9月1日，民航第一飞行大队扩编为中国民航第一飞行总队（是为国航飞行总队的前身），下设4个飞行大队和1个乘务中队:467。
1970年，民航北京管理局从巴基斯坦购入一架英制霍克薛利三叉戟型飞机，成为其首款喷气式飞机:117，次年引进苏联制伊尔-62两架，并将二手三叉戟转交空军:123，1972年引进一手三叉戟型飞机:128。1973年9月，民航北京管理局开始使用波音707:134。1980年，民航北京管理局与香港美心食品投资创立改革开放以来中国内地首家合资企业北京航空食品有限公司:182:696。同年民航北京管理局接收波音747SP:183，1981年1月7日开办中美航线:189，此后又于1983年接收了波音747-200客货混合机，增加航空货运能力:240，同时将两架波音707调拨至民航上海管理局（1985年民航上海局引进A310后将707调往民航成都管理局），另调两架波音707至民航成都管理局用于成都至拉萨航线:410:81。1985年，民航北京管理局引进波音767-200ER和波音737-200，次年又引入波音737-300，加快苏制飞机的淘汰进度。
1987年，民航北京管理局全年旅客运输量为255.06万人次，旅客发运量为243.93万人次:334。该年10月17日，民航北京管理局最后一架伊尔-62退出运营:232。

### 国航初创
1988年，中國民航被分為多家航空公司，分別為中國東方航空、中國南方航空、中國北方航空、中國西南航空、中國西北航空和中国国际航空（原民航北京管理局1988年3月26日拆分为国航、民航华北局和北京首都国际机场:99），但發展到後來，各家都開始了國際線。国航1988年7月1日对外正式挂牌时从原民航京管局承接国内干线20条，国际航线29条:276，以及3条内地来往香港的地区航线:306，并由原民航北京管理局末任局长徐柏龄:229担任国航首任总裁:99。
1990年7月24日，国航成立内蒙古分公司:285，自此开始执飞省级行政区内支线航班:293；同年8月8日成立天津分公司:290。1993年12月10日，以国航为核心的中国国际航空集团在北京成立:101。
1990年代，中國政府大幅調整和改革民航事業。1994年，中國國務院批准國外資金投資中國的機場建設和民航業，放寬外國製造的民航機輸入中國，使航空公司的機隊急速現代化。90年代後期，國航的營運狀況並不理想，更出現虧損情況，使得1997年提出的首次股份制改造计划胎死腹中:206。1998年10月27日，国航与美国西北航空开始在中美航线以及美国西北航执飞的部分美国国内线上实行代码共享，2003年9月因国航与美联航签约而结束与美西北的代码共享关系。

### 重组后发展

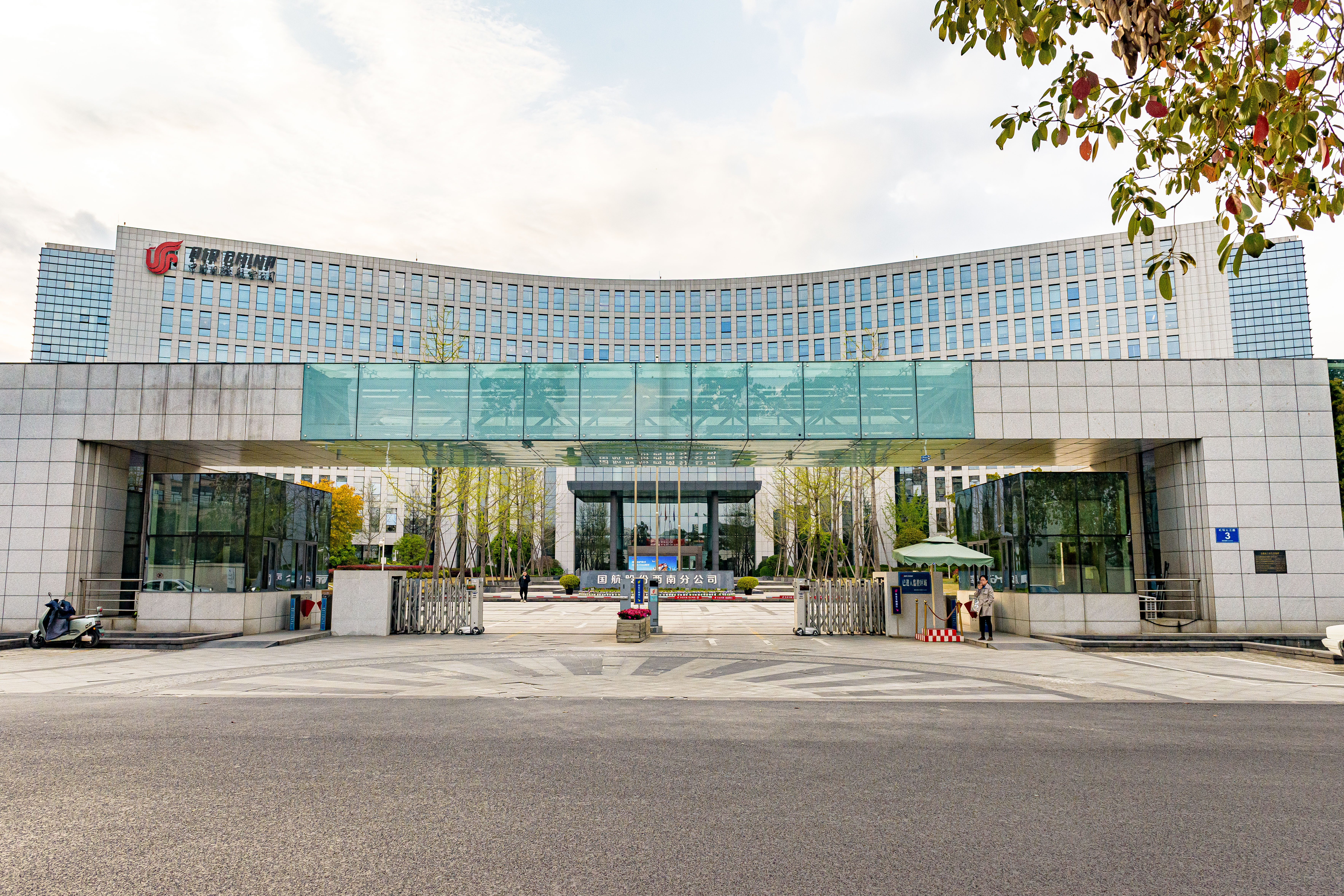
国航西南分公司，原为中国西南航空

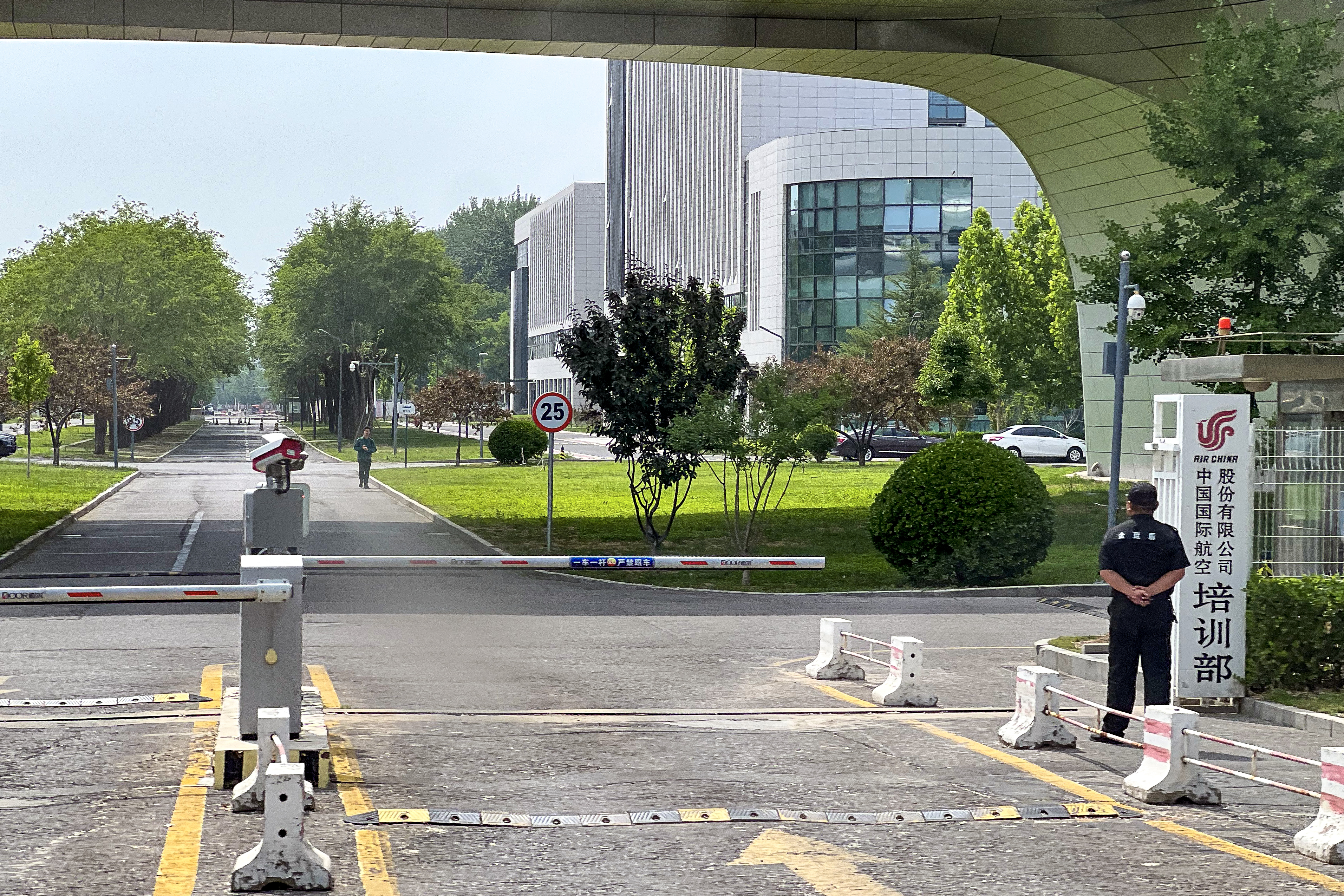
国航培训部

2002年10月11日，以中國國際航空公司、中国航空总公司（重组前全资拥有浙江航空）、中國西南航空公司为基础，组建中国航空集团公司（中航集团）。并以联合三方的航空运输资源为基础，组建新的中国国际航空公司，作为中航集团的下属企业，仍为中国载旗航空公司，并继续担任中国领导人专机任务:103。2003年1月1日，借重组之机，国航将已使用14年的皮尔·卡丹“宝石蓝”制服更换为奥利维埃·拉皮杜斯设计的款式“国韵”。
2003年7月25日，原中国西南航空和浙江航空注销法人资格，分别改为国航西南分公司、浙江分公司，同时成立国航重庆、贵州分公司，同年10月23日成立国航西藏分公司:184-185。该年8月29日，有志于加入星空联盟的国航宣布与美联航结盟。2003年12月12日，由国航与中信泰富、首都机场集团合资的中國國際貨運航空挂牌成立:554。2004年2月10日，国航以上海营业部为基础组建国航上海基地:186。同年8月4日，国航与北京奥组委签约，成为北京2008年奥运会航空客运合作伙伴。
2004年9月30日，经国务院国有资产监督管理委员会批准，作为中国航空集团公司控股的航空运输主业公司，中国国际航空股份公司（以下简称国航）在北京正式成立，进行了股份制改革，继续保留原中国国际航空公司的名称，并使用中国国际航空公司的标志:106。同年12月，国航进行首次境外发售股票；12月15日，公司在香港和伦敦证交所挂牌上市。2005年5月，国航开始在远程机队配备180度平躺式头等舱座椅。
2006年8月18日，公司在上海证券交易所上市。2006年5月，國航與德國漢莎航空簽署同意書，於2007年12月12日正式加入星空联盟（Star Alliance），成为国际航空联盟成员的大型国家航空公司之一，也是聯盟中首位來自中國大陆的成員航空公司；而旗下子公司深圳航空也在2012年加入聯盟。2006年9月28日，國航把港龍航空的股份全部售于國泰航空，使港龍航空成為國泰航空的全資公司。而國航亦入股國泰航空使兩者成為互控公司及重要合作夥伴。
2007年10月28日，国航股份将全货运航权全部转移至国货航。2007年度，国航入选了世界品牌500强，为中国民航唯一入选公司；2007年国航被世界品牌实验室评为中国500最具价值品牌；美国评级机构标准普尔评为中国大陆上市公司百强；国航品牌被英国《金融时报》和美国麦肯锡管理咨询公司联合评定为中国大陆十大国际品牌之一，是中國大陆航空公司第一的品牌。2008年，国航获得世界品牌价值实验室颁发的“中国最佳信誉品牌”奖项。
2008年3月17日，国航入驻位于顺义区天柱路30号的新建总部大楼，当月26日0时起正式进驻首都机场T3航站楼。
2009年8月17日，中国国际航空斥資63.35億元向中信泰富購入4.9億股國泰航空的股權，相等國泰12.5%已發行股本，而太古則斥資12.13億元，購入2%國泰股權。完成交易後，國航於國泰的持股量再由17.49%升至29.99%，而太古的持股量則由39.97%升至41.97%。中信泰富於國泰的持股量則減至2.98%。
2010年3月22日，中国国际航空出資6.82億元人民幣增持深圳航空股權，由原先25%增至51%，成為其控股股東。
2011年，公司總營業額933.43億元，純利約74.76億元人民幣，同比跌38.75%。
2011年6月，中國國際航空首度獲得Skytrax授予四星級航空公司之評級。
2011年4月11日，以公务专、包机飞行为主要业务的北京航空有限责任公司获准营业，中国国际航空控股51%。
2012年3月27日，北京航空有限责任公司与瑞士商务机公司VistaJet联合组建一支以公务机为主的商业喷射机队。
2013年7月3日，国航在一架編號為B-6525的空中客車A330-300上首度试行空中无线上网服务，这是中国首次全球卫星通讯互联网航班飞行。但国航并没有公布正式提供服务时如何收取费用，有部分人士表示为免费上网服务。空中无线上网服务启用后，旅客可以开启使用笔记本电脑、平板电脑等电子设备，登录飞行上网界面就可以实现空中上网，但手机仍被禁止。而空中上网服务带宽有限，机上系统能提供的上网服务并不多，仅支持微博和邮件，而且都内置在机上系统内。
2018年8月2日，中国国际航空广东分公司于广州市正式成立。
2018年8月30日，中國國際航空以24.39億人民幣出售中國國際貨運航空51%股權给控股股東中航集團，預期出售收益4.11億人民幣。
2021年9月10日，中國國際航空新疆分公司于乌鲁木齐正式挂牌成立。首批将投入3架B737-800飞机在乌鲁木齐运营，主要执飞北京首都、成都航线。

## 标志
国航的企业标识由一只艺术化的凤凰和邓小平1987年10月15日书写的“中国国际航空公司”:100以及英文“AIR CHINA”构成。凤凰是中國古代传说中的神鸟，也是中华民族自古以来所崇拜的吉祥鸟。据《山海经》中记述：凤凰出于东方君子国，飞跃巍峨的昆仑山，翱翔于四海之外，飞到哪里就给哪里带来吉祥和安宁。国航航徽标志是凤凰，同时又是英文“VIP”（尊贵客人）的艺术变形，颜色为中国传统的大红，具有吉祥、圆满、祥和、幸福的寓意，正是希望这神圣的生灵及其有关它的美丽的传说带给朋友们吉祥和幸福。代表国航视每一位乘客及货主为上宾看待。
自国航开航以来至今，除了垂直尾翼的中国国旗换成凤凰，机身上的CAAC标志和“中国民航”字样改为“国旗+AIR CHINA+中国国际航空公司”的排列外，其余部分涂装设计均沿用自民航运营时期的经典腰线涂装。
另外，國航是中國大陸三大國有航空公司中唯一在機身塗有國旗的航空公司，但飛往台灣的航班，因涉及两岸问题，機身上的國旗都會遮蓋掉，或是派出沒有國旗的彩繪機飛航台灣航線。

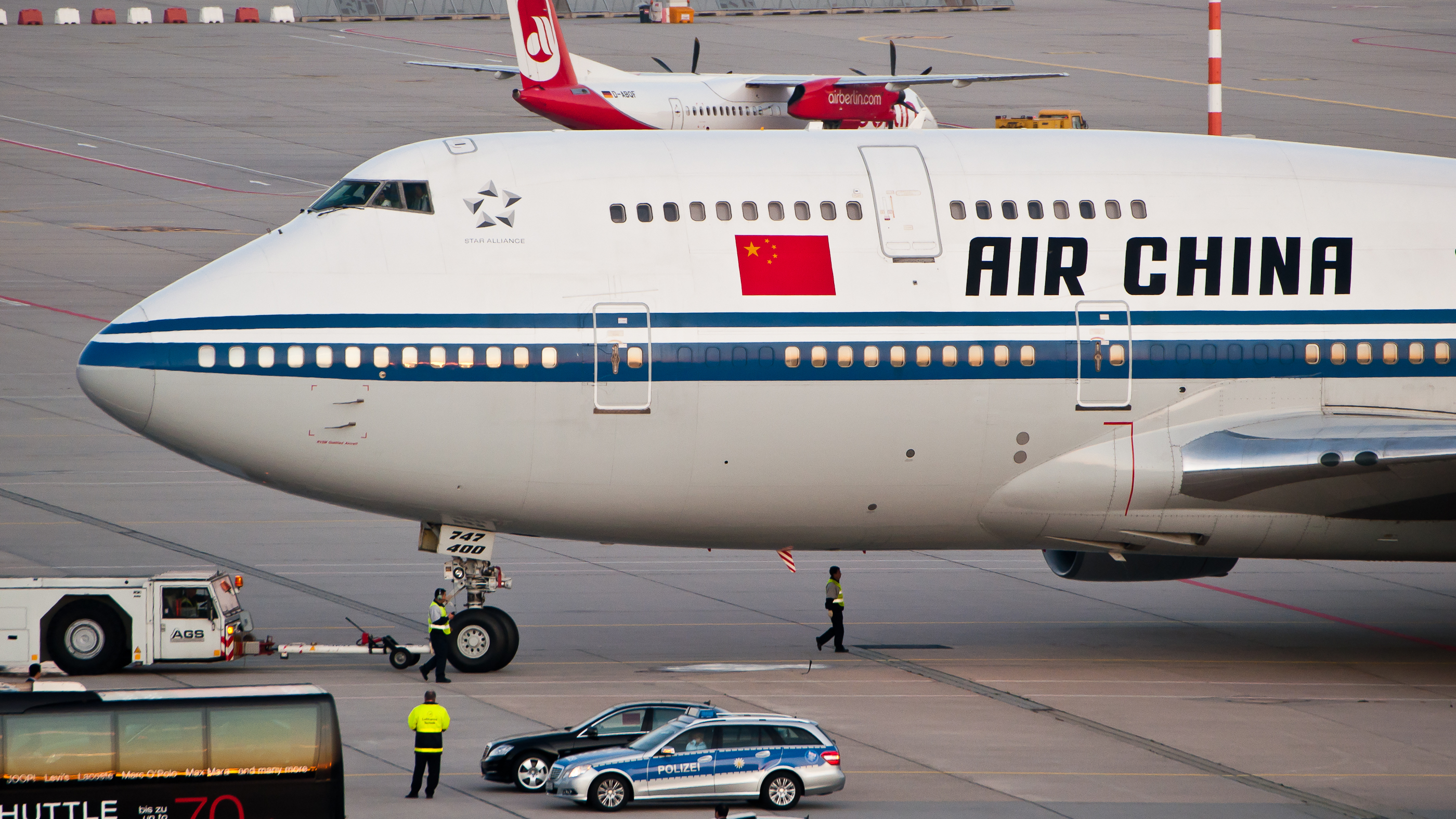
国航是中国唯一一家在机身载有国旗的航空公司
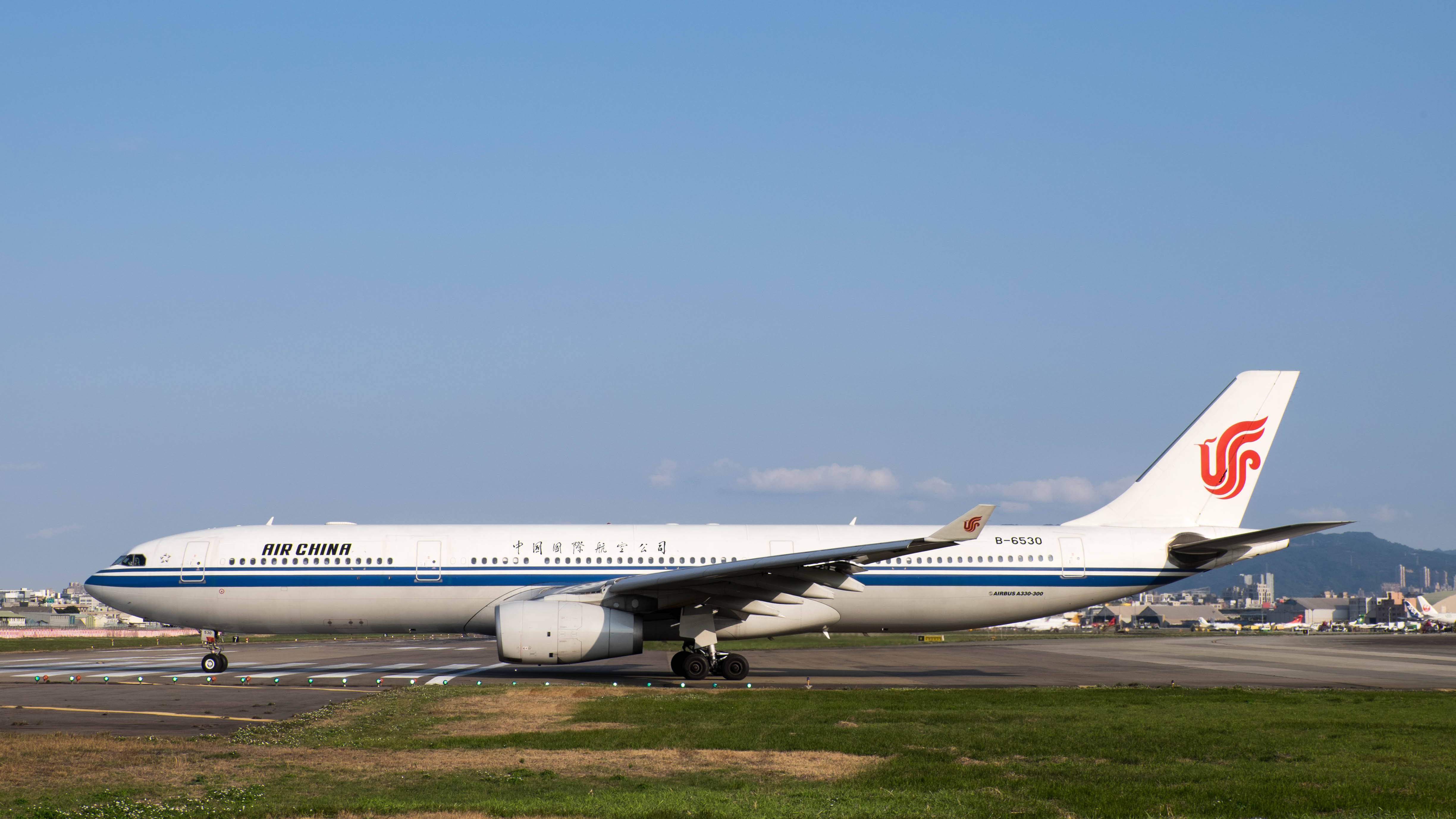
執行兩岸定期航班的中国国际航空A330-300在松山機場，目前只有飞往台湾的機身上不載國旗

## 營運

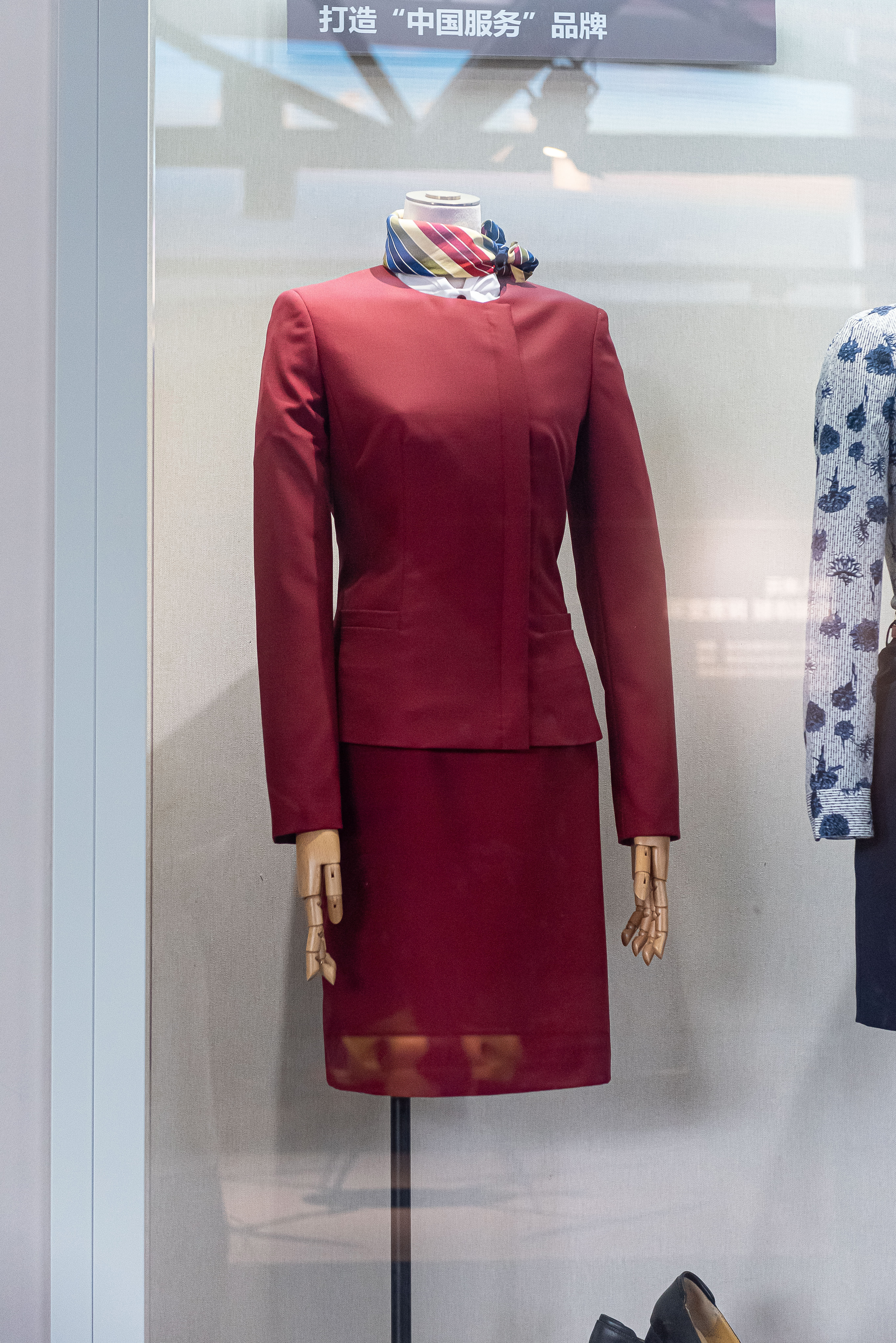
2003年国航重组后启用的“国韵”制服（摄于民航博物馆）

国航总部设在北京，辖有西南、浙江、重庆、天津、上海、湖北、新疆、广东、贵州、西藏和温州分公司。中國國際航空的主要枢纽机场为北京首都國際機場和成都雙流國際機場。
国航主要控股子公司有深圳航空责任公司（含昆明航空公司）、澳门航空股份公司、北京航空责任公司、大连航空责任公司、中国国际航空内蒙古公司、北京飞机维修工程公司、国航进出口公司、成都富凯飞机工程服务公司、中国国际航空汕头实业发展公司等；合营公司主要有北京集安航空资产管理公司、四川国际航空发动机维修公司等；另外，中国国航参股国泰航空公司、山东航空股份公司、西藏航空公司等，且为山东航空集团公司的第一大股东。曾为国航控股、现同为中航集团所属的北京航空食品公司于1980年5月1日在北京成立，是为《中华人民共和国中外合资经营企业法》颁布后的第一家中外合资企业。

## 机队

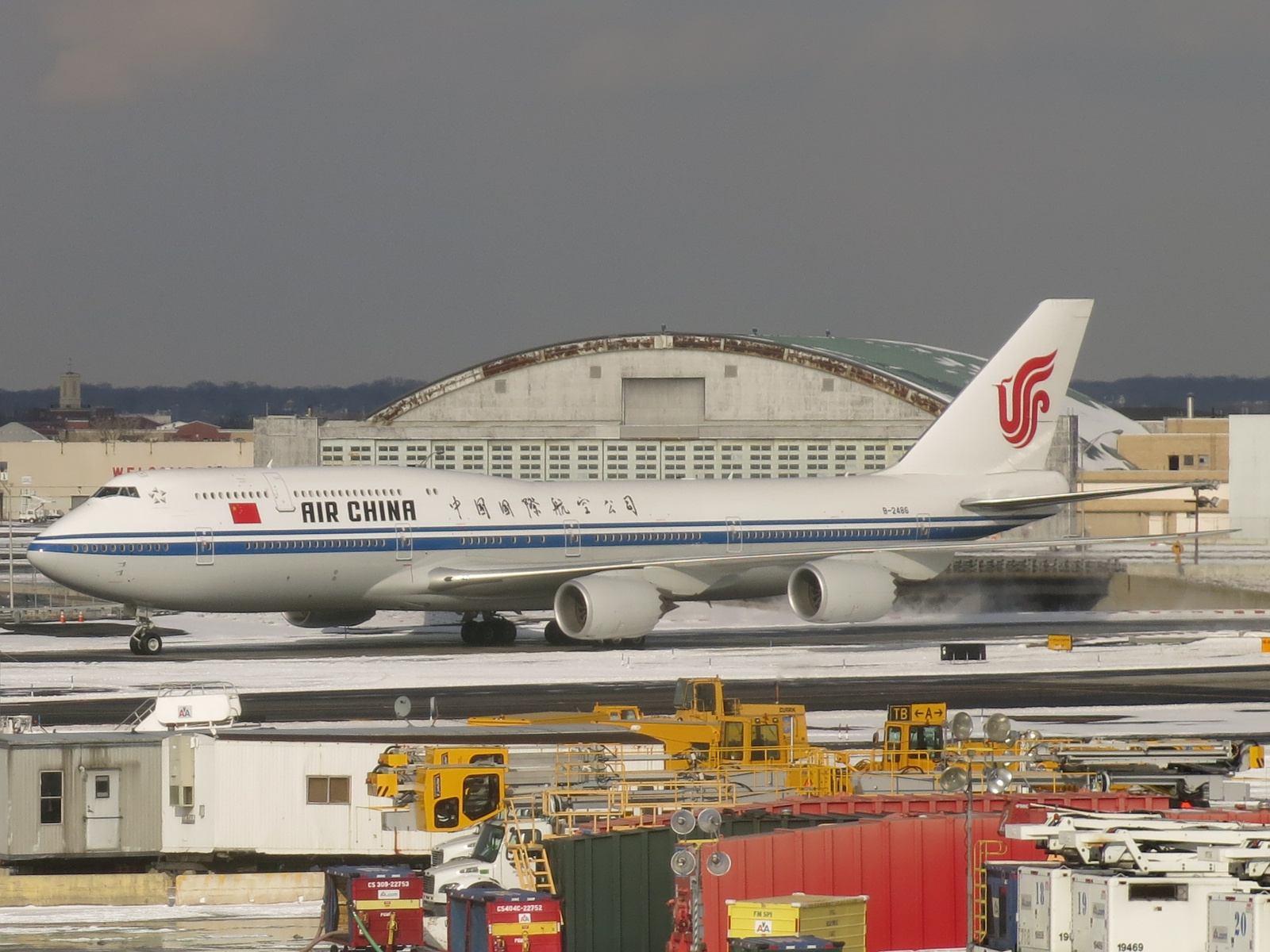
编号B-2486的國航波音747-8在約翰·F·肯尼迪國際機場；該機於2015年1月7日執行北京至紐約的首個747-8航班，以紀念北京-紐約航線開通34週年[注 1]
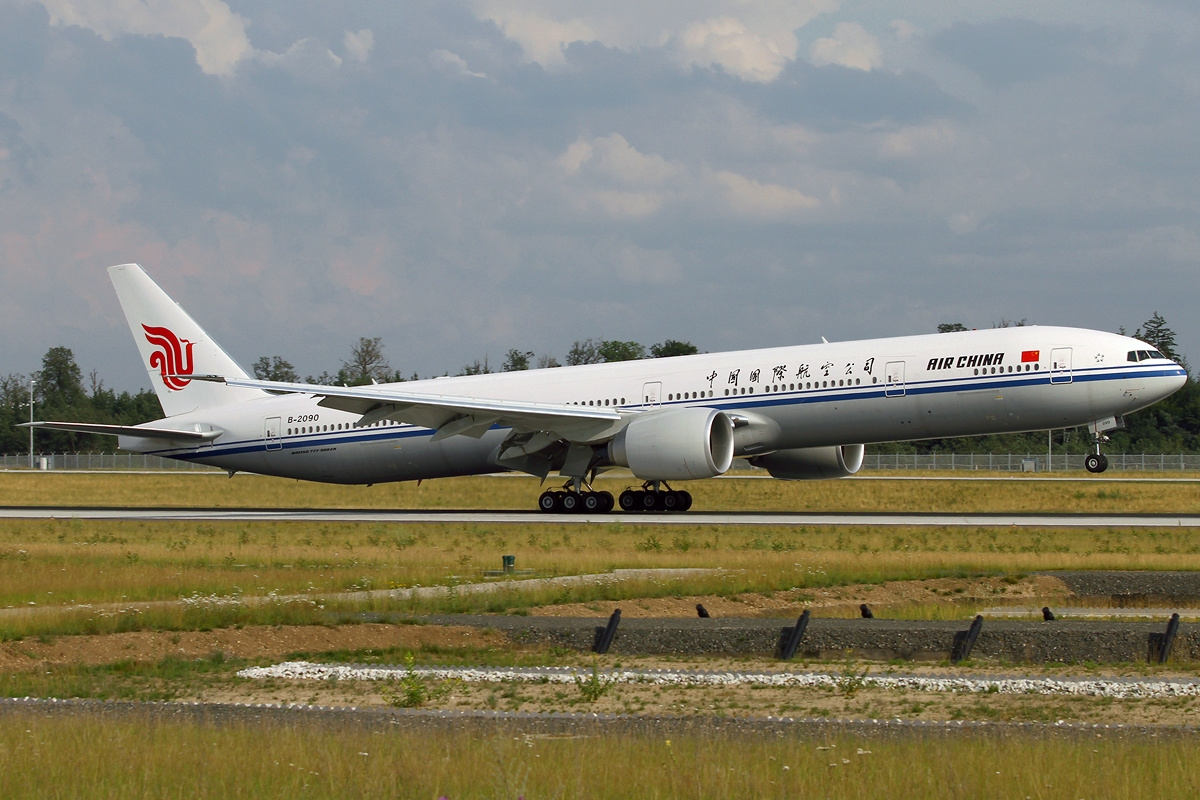
国航波音777-300ER於法蘭克福機場
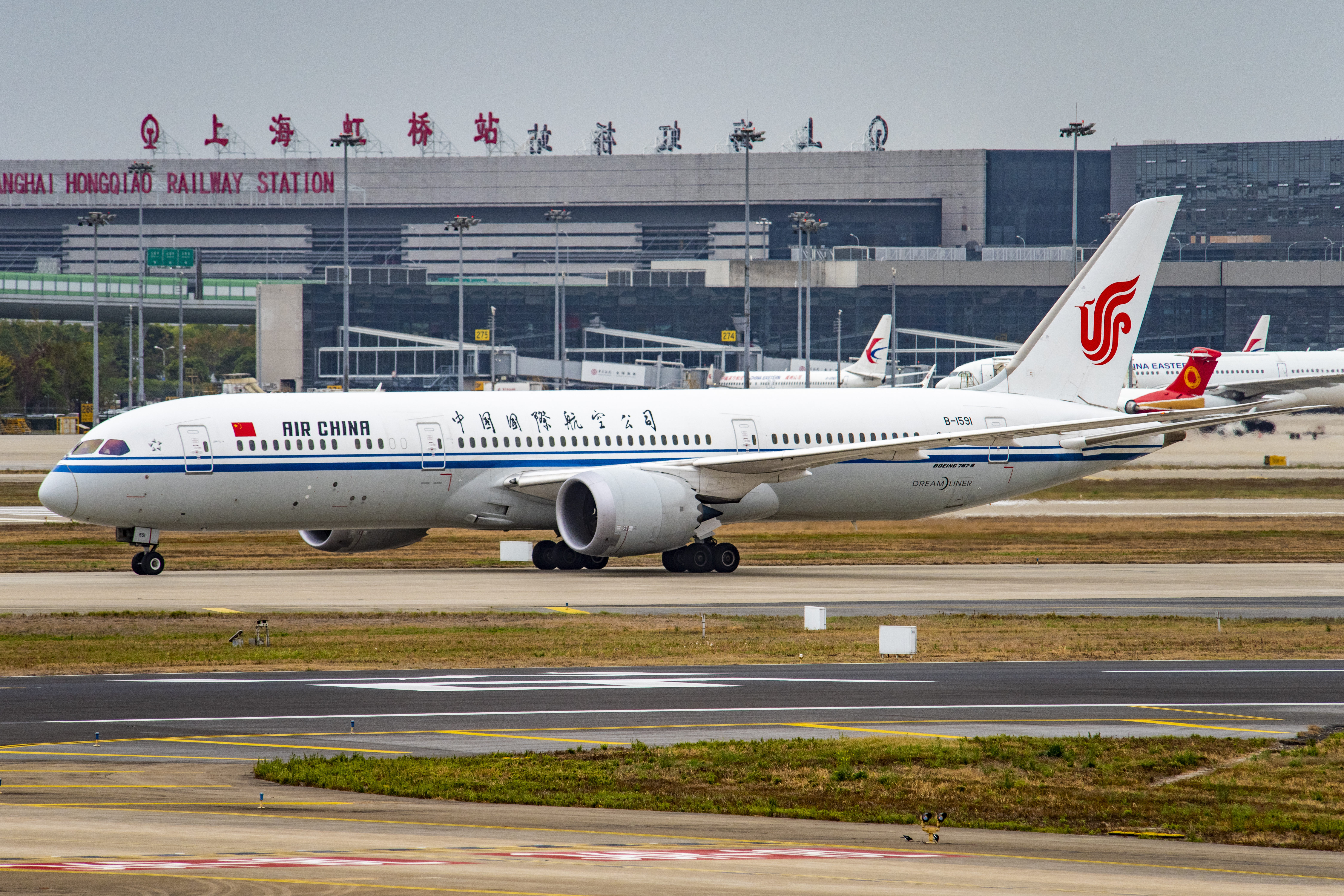
国航的波音787-9型客機於上海虹橋國際機場
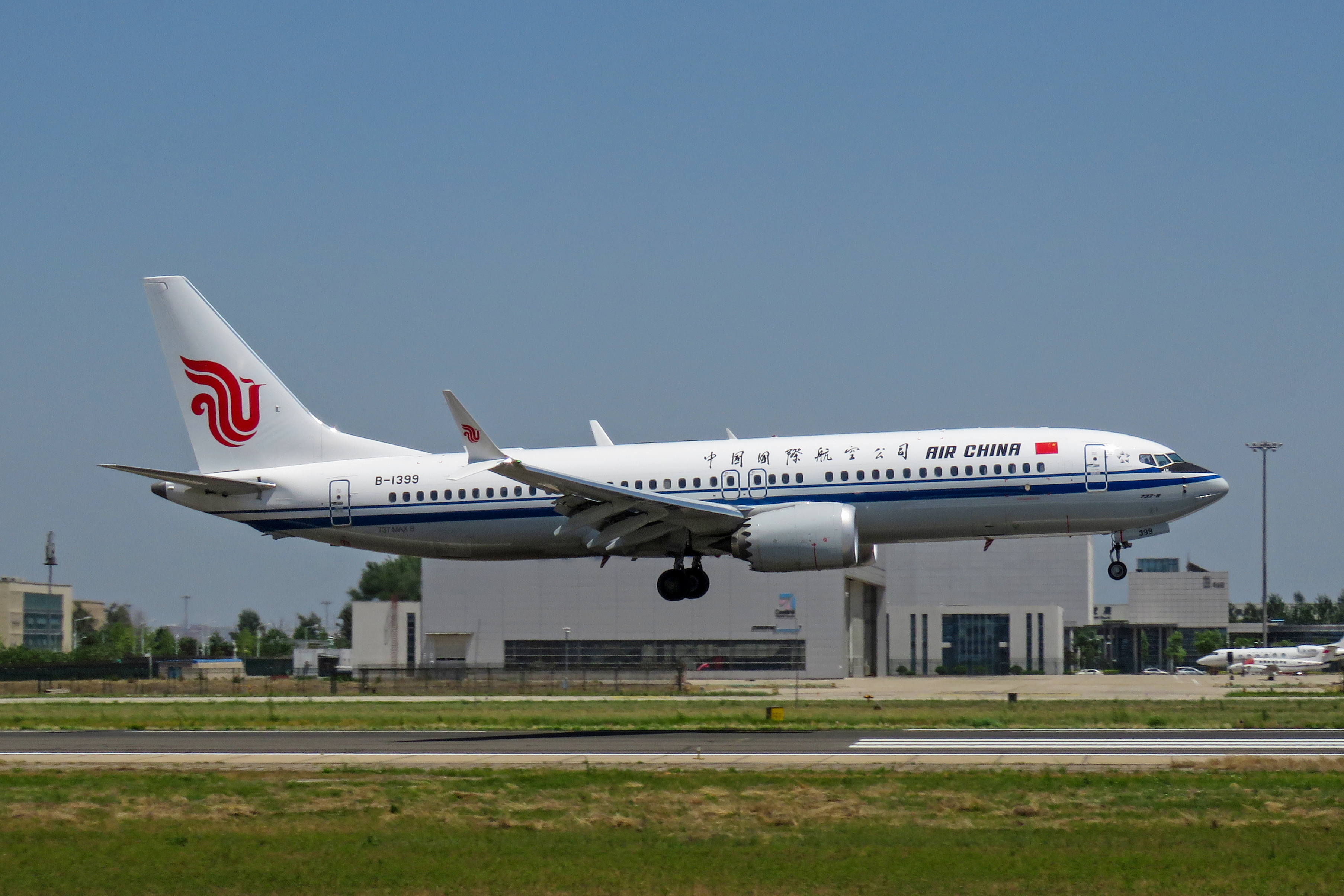
国航的波音737 MAX 8客機降落於北京首都國際机场
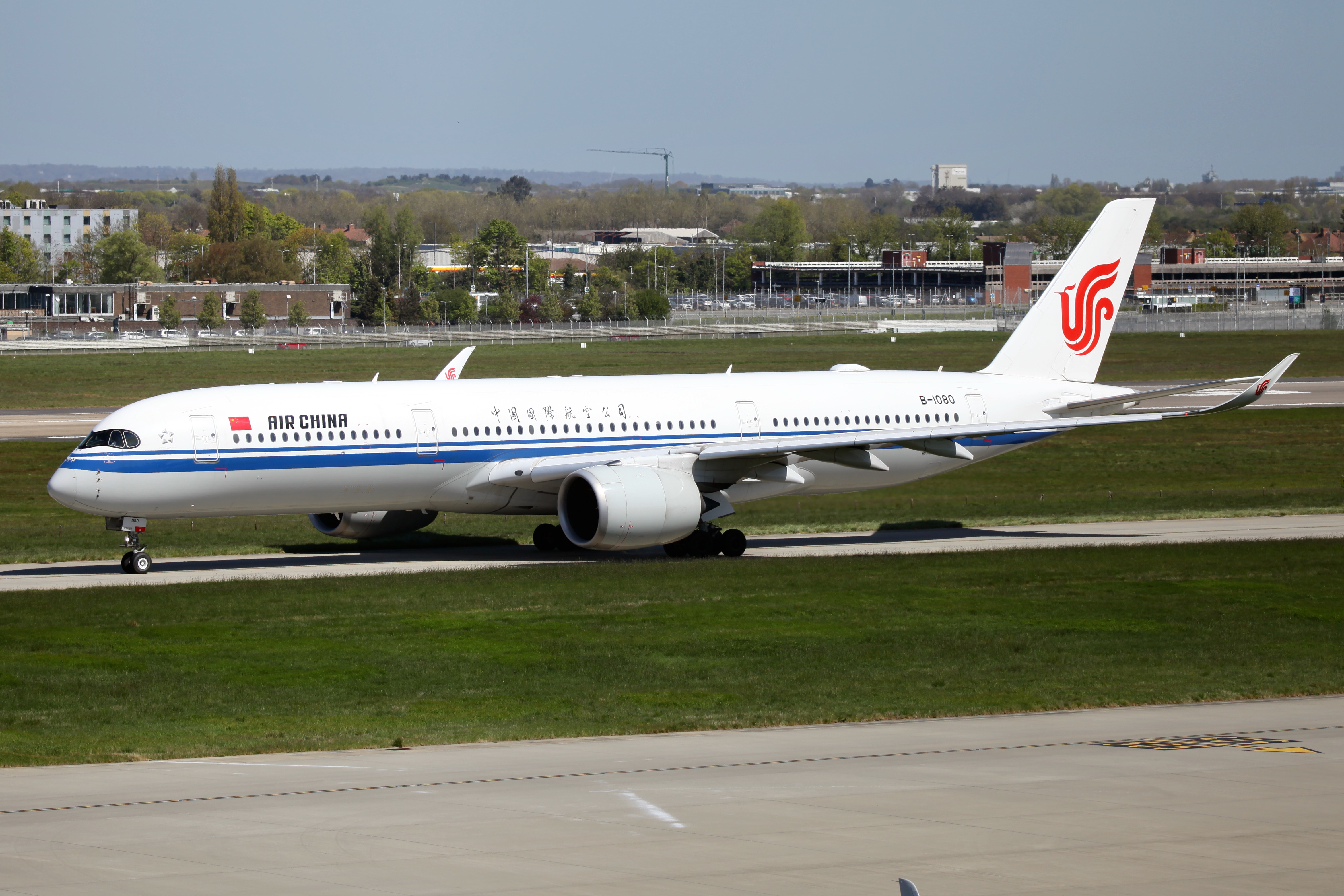
国航空中客车A350-900於希斯羅機場
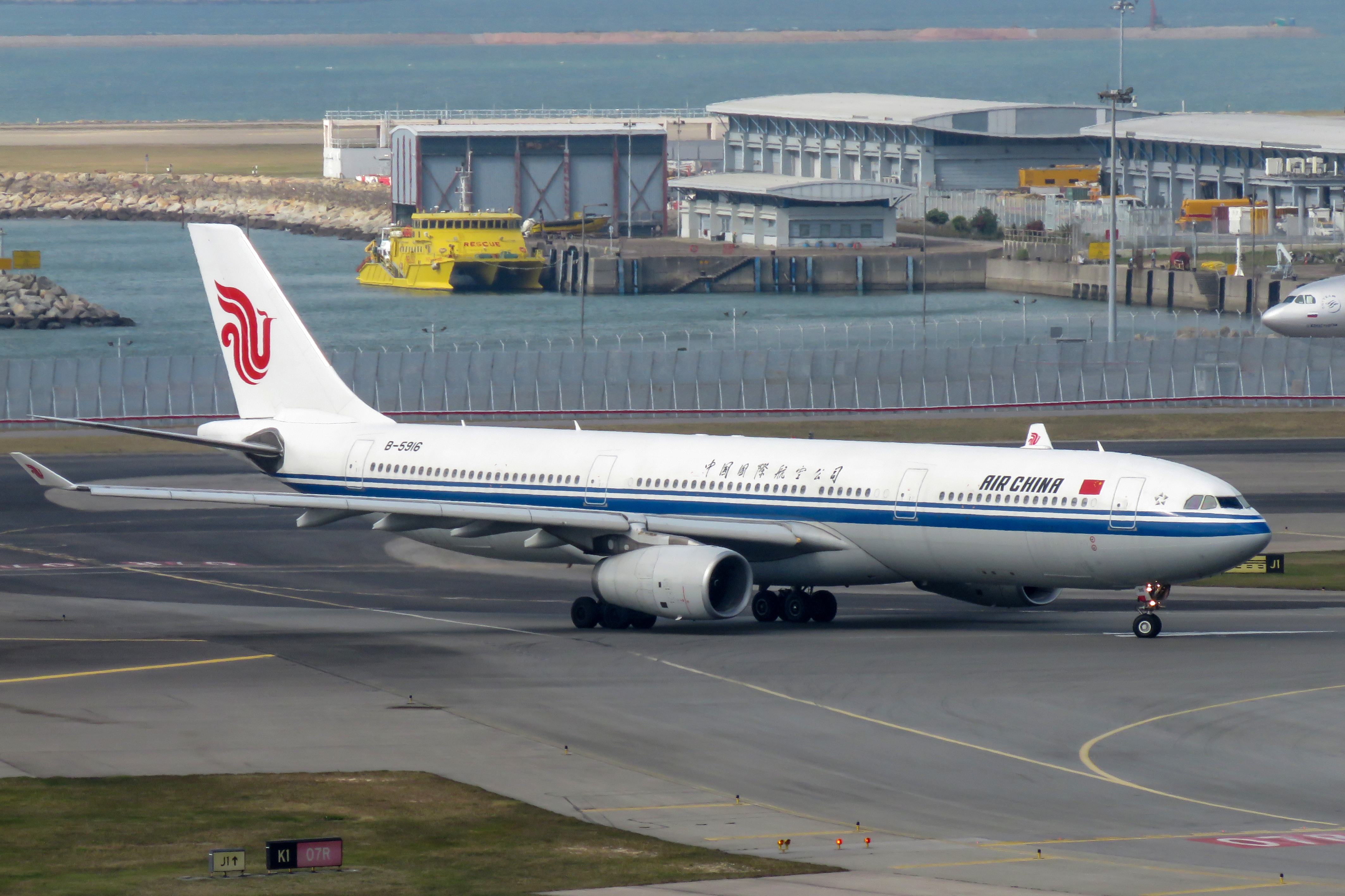
国航空中客车A330-300于香港国际机场
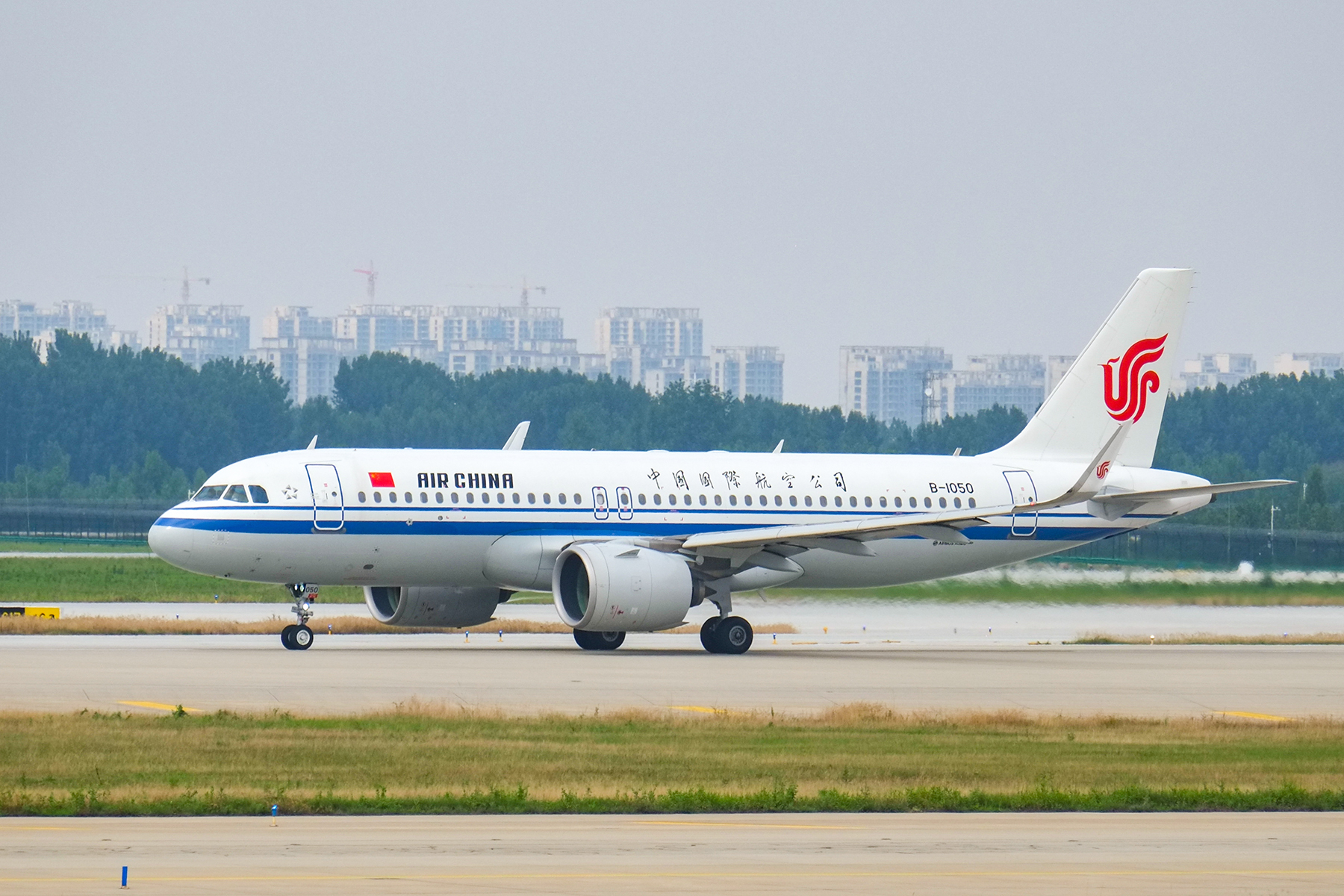
国航空中客车A320neo于鄭州新鄭機場
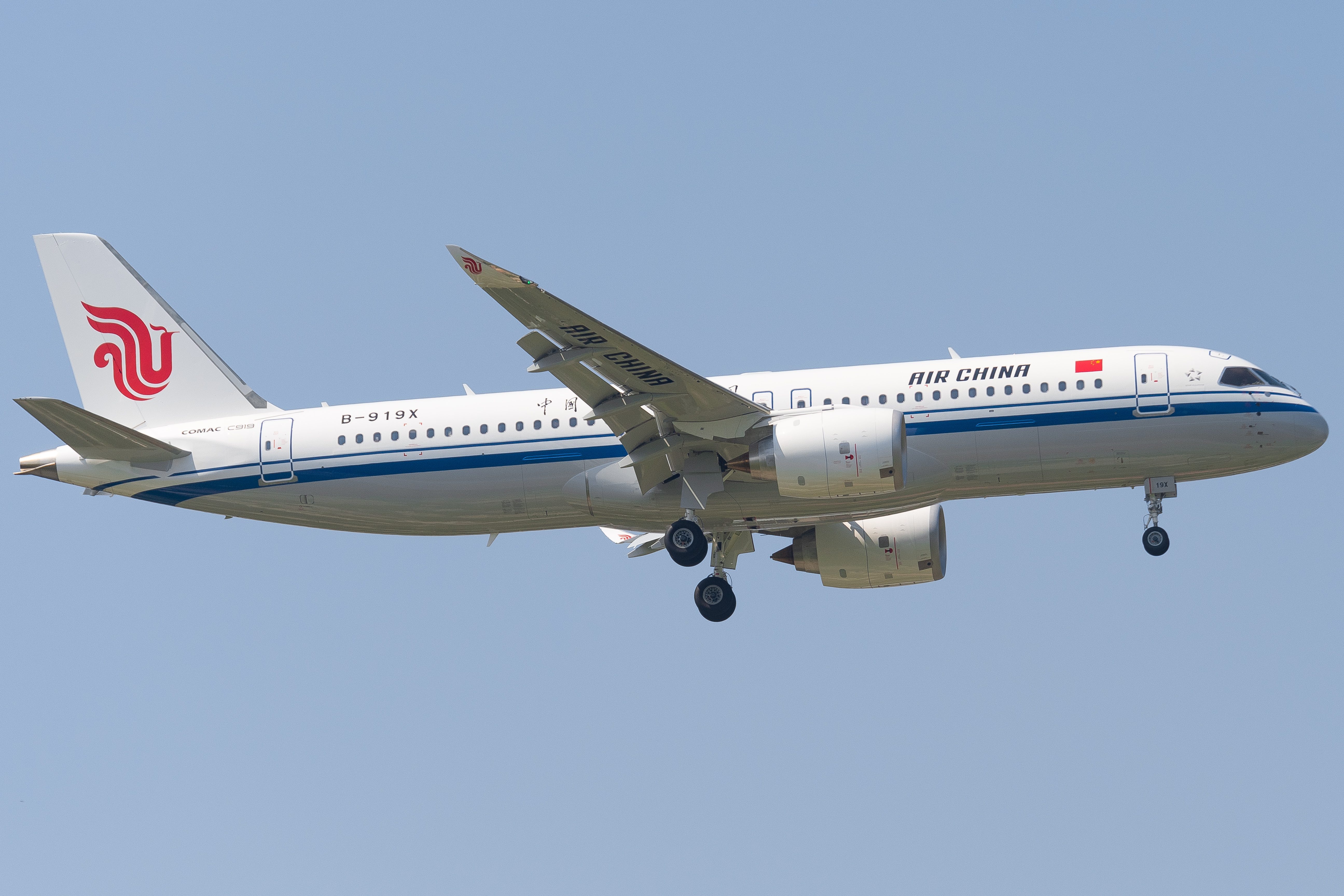
国航首架中國商飛C919于2024年8月29日交付
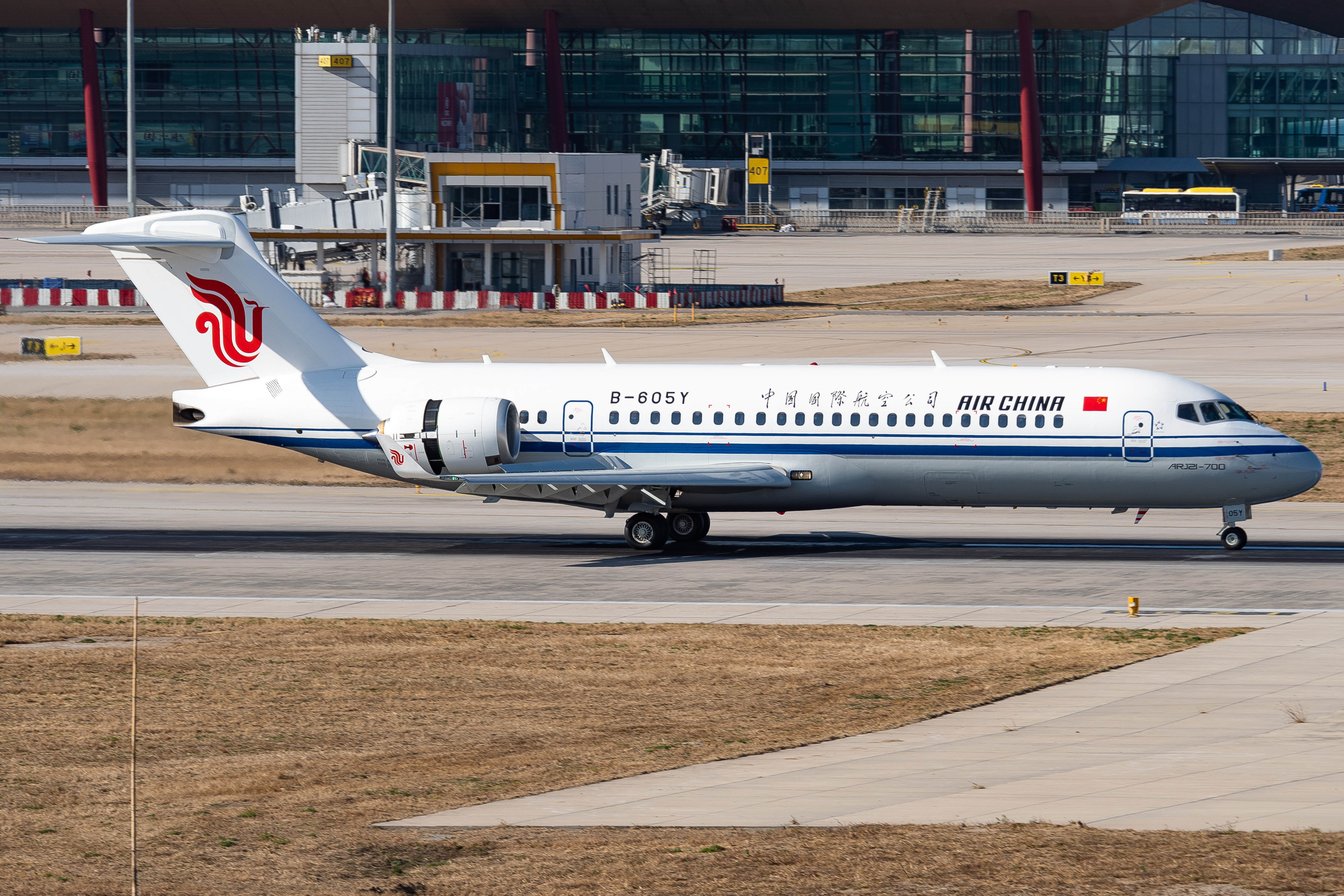
国航中国商飞ARJ21-700降落於北京首都國際机场

中國國際航空早期機隊由波音707，波音737-200和三叉戟，BAe-146等老舊機隊組成。1994年，國務院批准放寬外國製造的民航機輸入中國，使國航的機隊急速現代化。目前國航的機隊主要由波音及空中巴士飞机所組成。除此之外，国航直属的分公司——北京航空也拥有多架公务机。
2011年3月，國航正式向波音公司訂購7架747-8客機，並在2012年9月11日獲得確認。首架飞机已于2014年10月1日飞抵北京首都机场。

### 现役
截至2024年8月，國航的機隊平均機齡9.5年，詳情如下：

### 货运机队

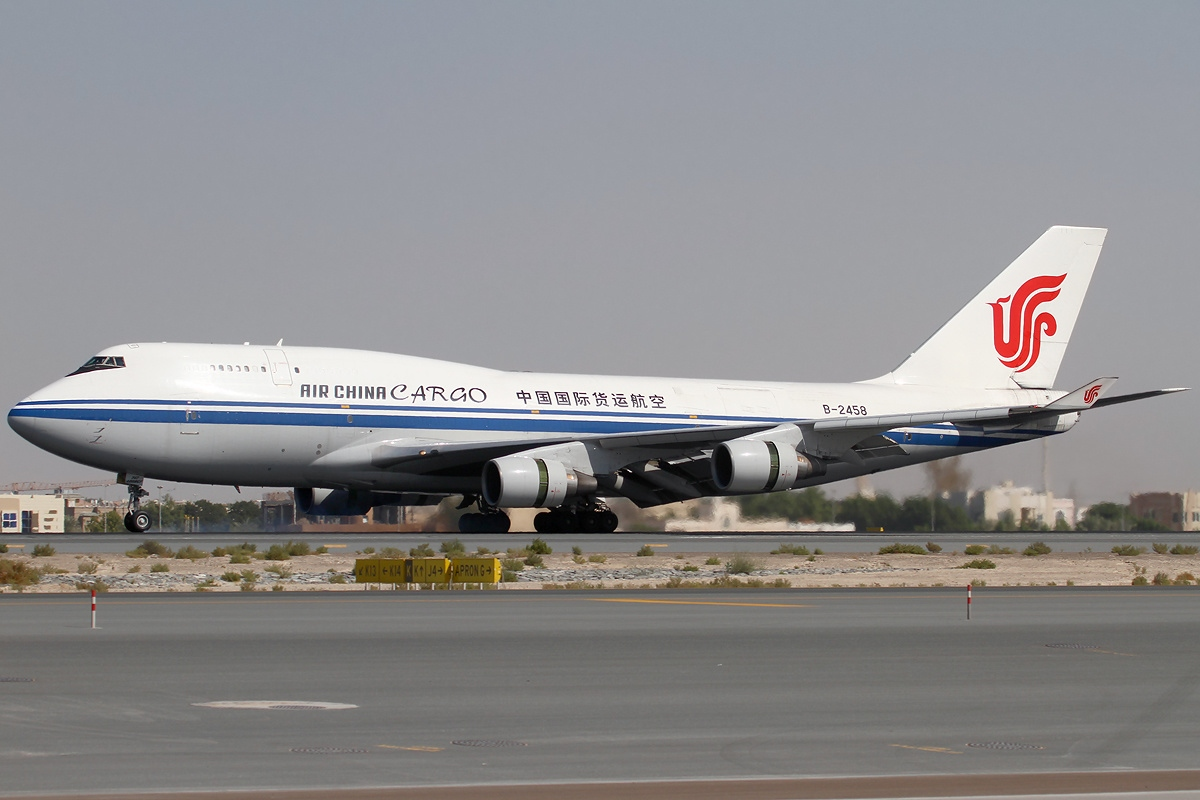
中国国际货运航空的波音747-4J6F降落於迪拜國際機場
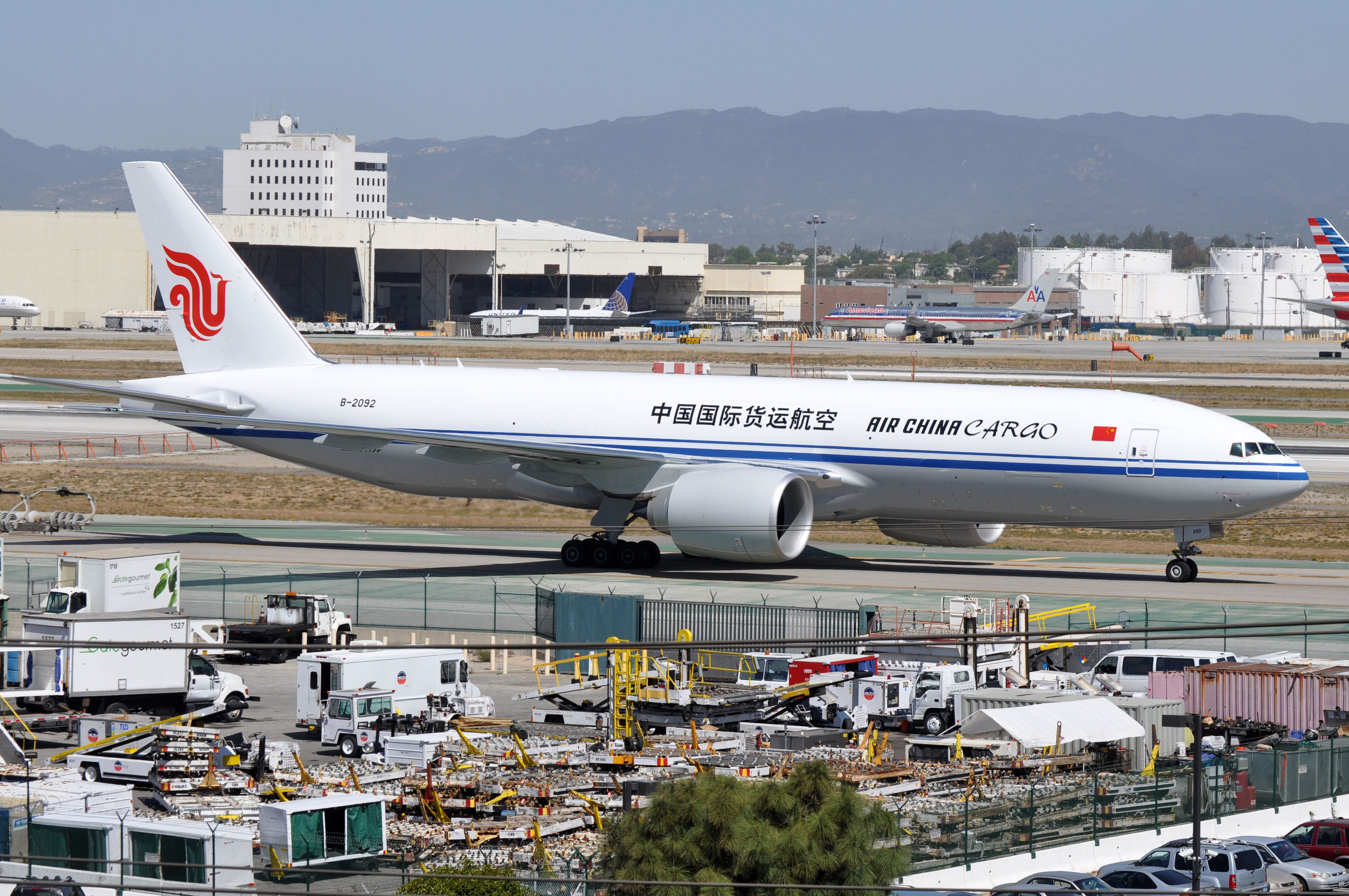
中國國際貨運航空的波音777F於洛杉磯國際機場
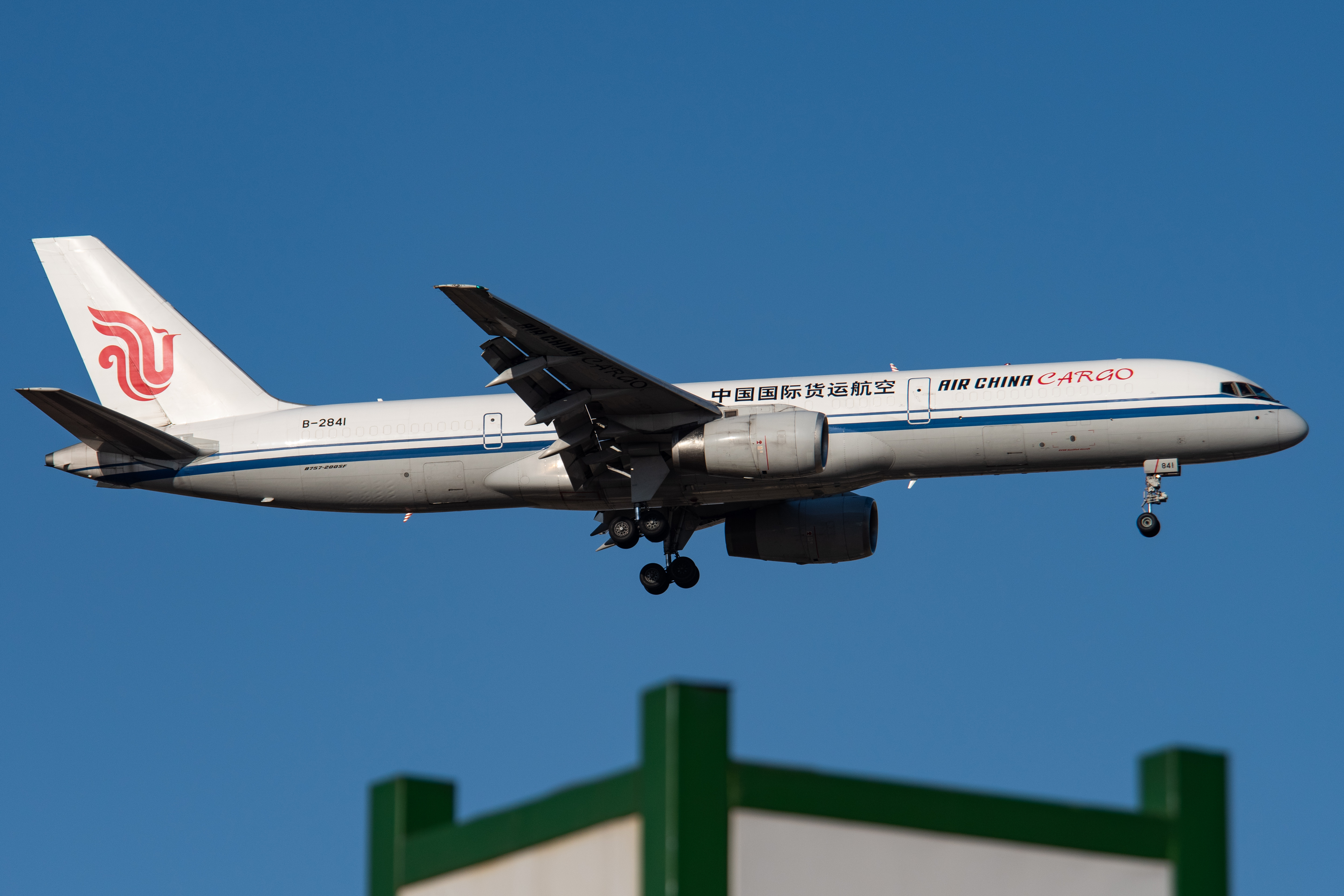
中国国际货运航空的波音757-2Z0SF於北京首都國際機場

### 已退役

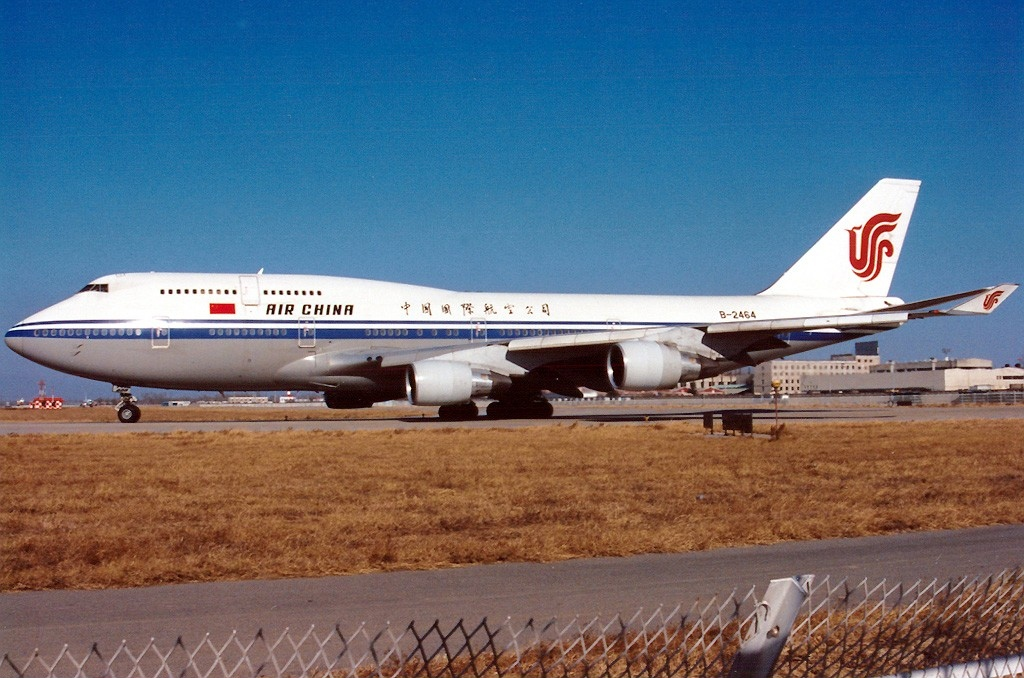
国航的波音747-4J6於北京首都國際機場（圖中的B-2464現改裝為波音747LCF）
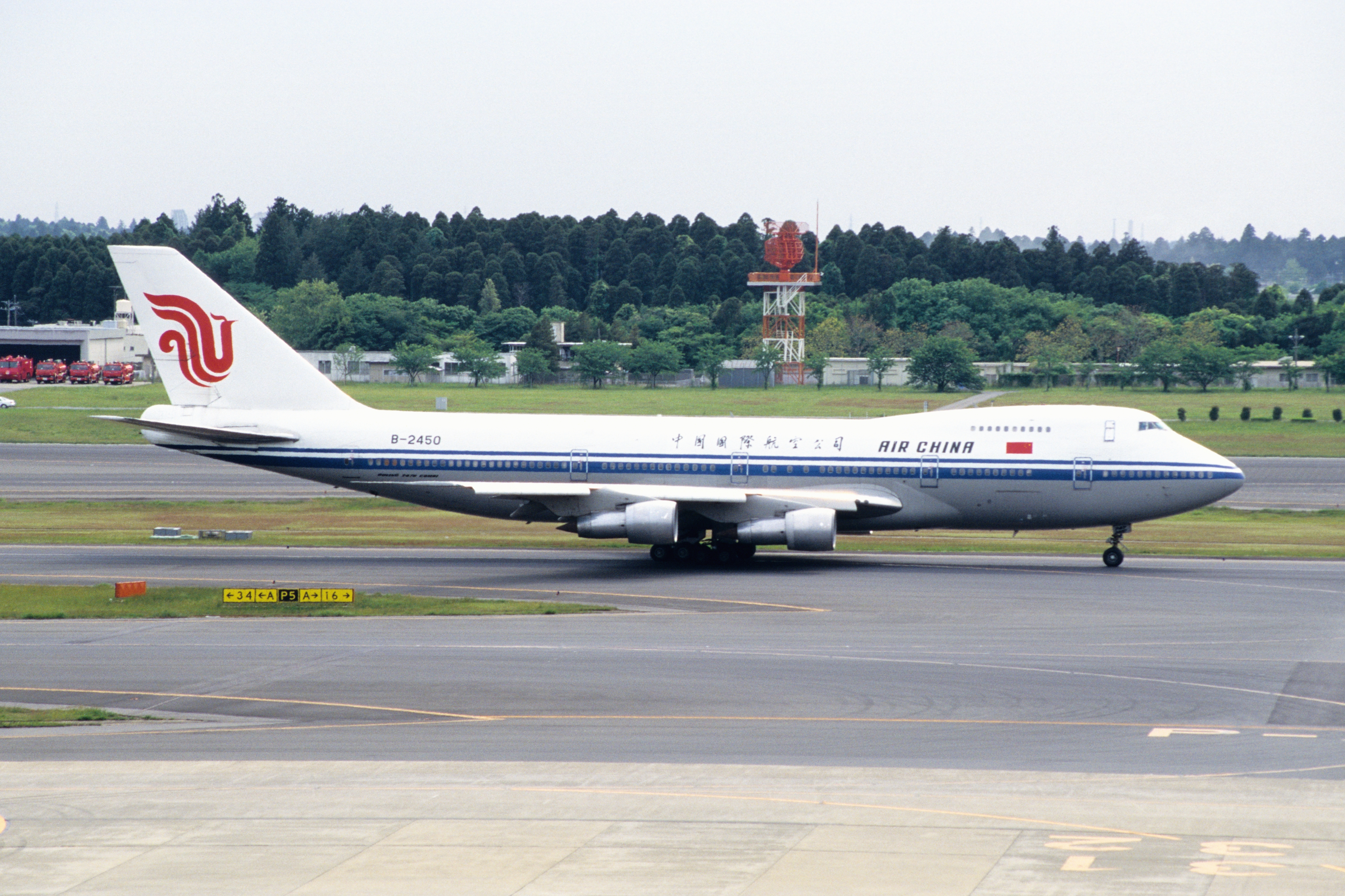
国航的波音747-200於成田國際機場（已退役）
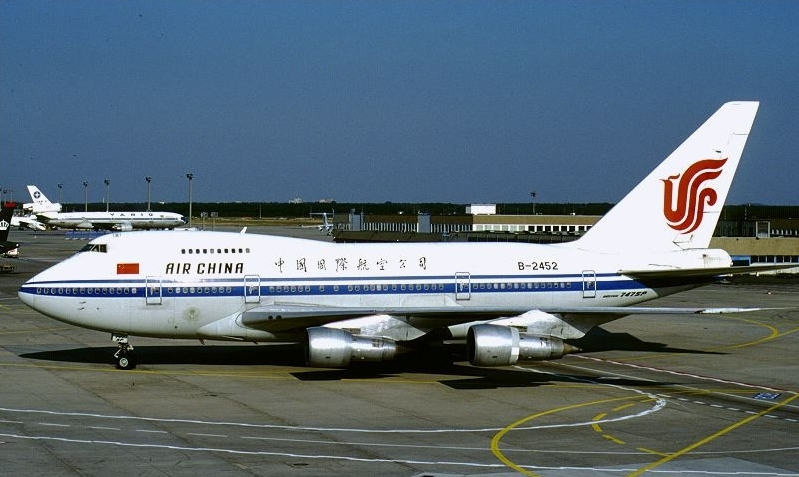
国航的波音747SP於法蘭克福機場（圖中的B-2452現為普拉特·惠特尼加拿大公司的發動機測試平台，同時也是全球最後兩架仍在飛行的747SP）
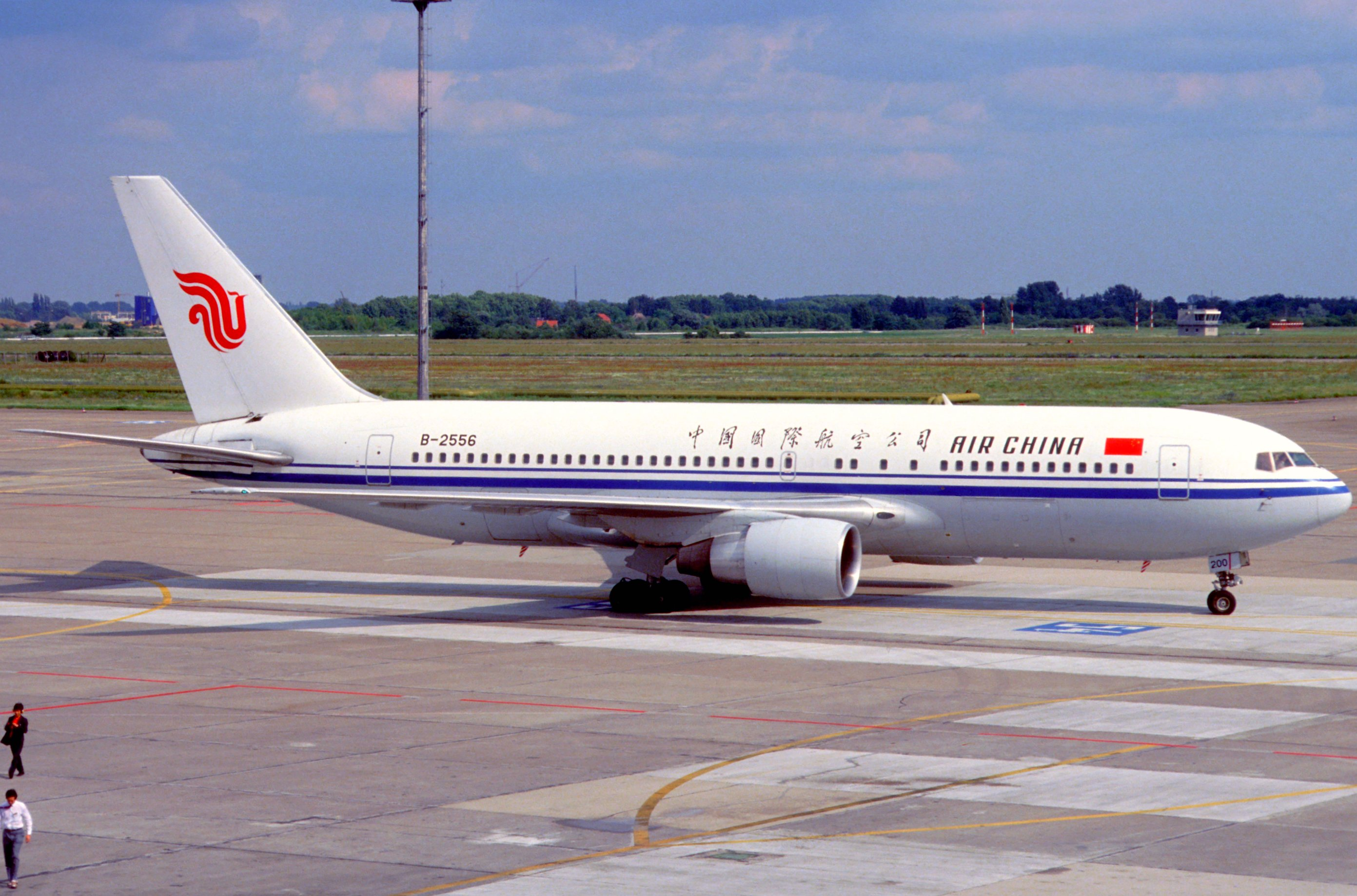
国航波音767-200ER於蘇黎世機場（圖中的B-2556現為哥倫比亞空軍的KC-767空中加油機）
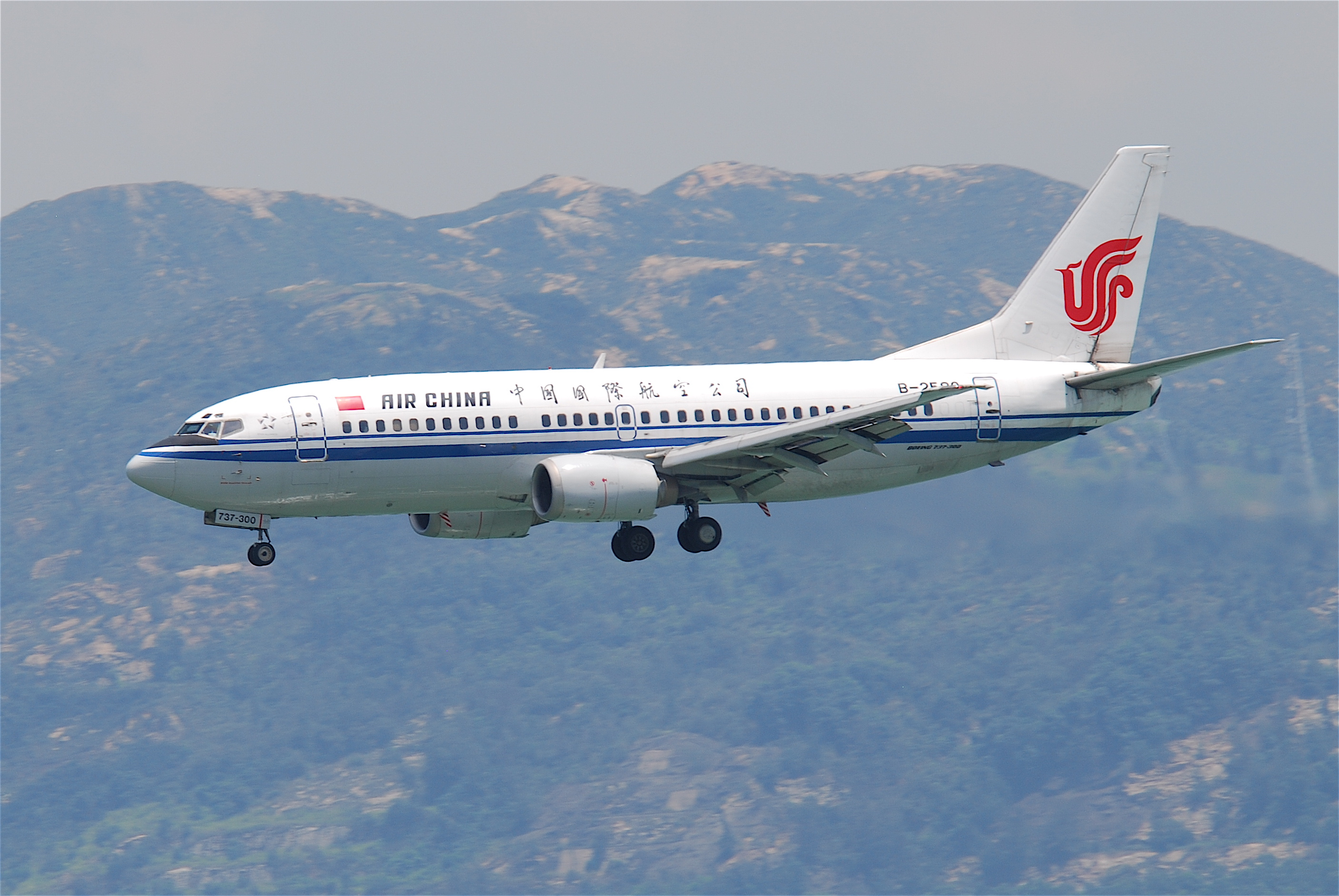
国航的波音737-300於香港國際機場（已退役）
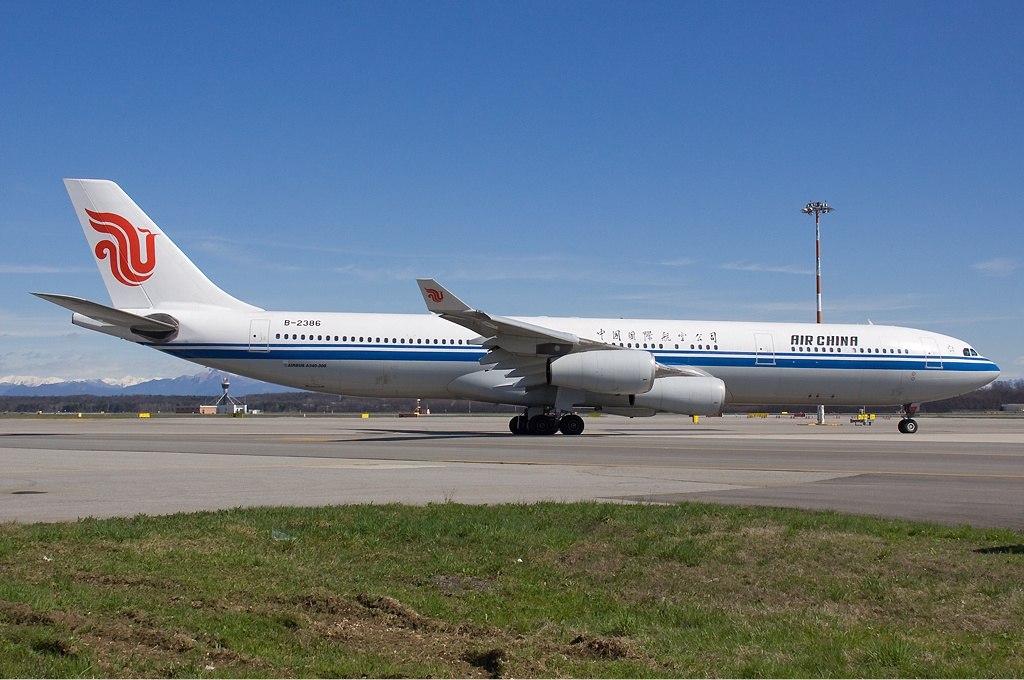
国航空中客车A340-300於米蘭-馬爾彭薩機場（已退役）
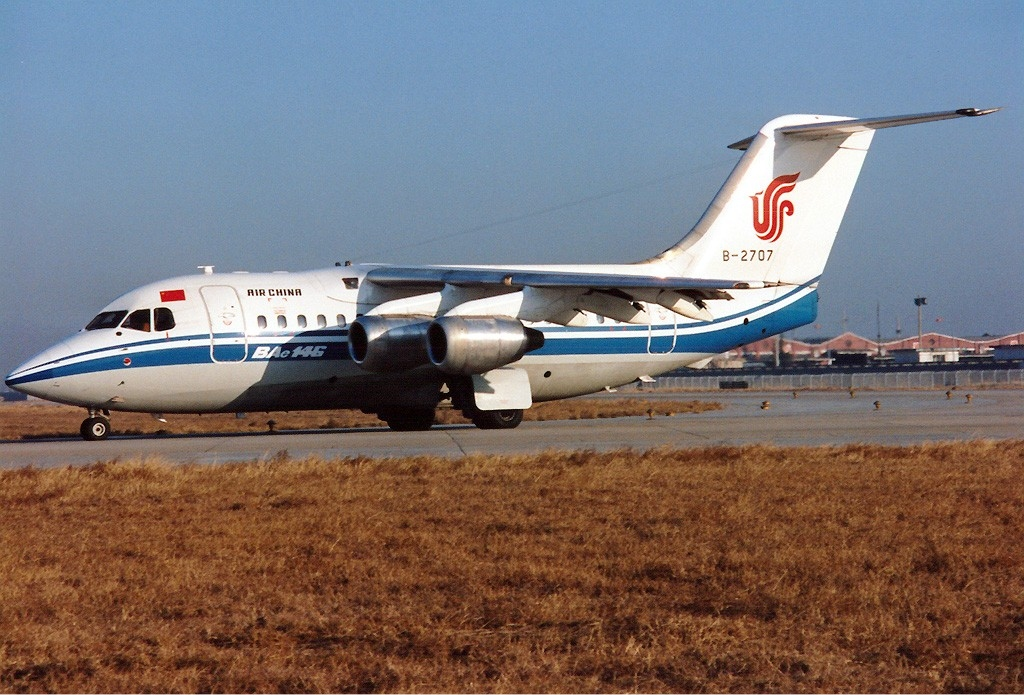
国航的BAe146-100於北京首都國際機場（已退役）
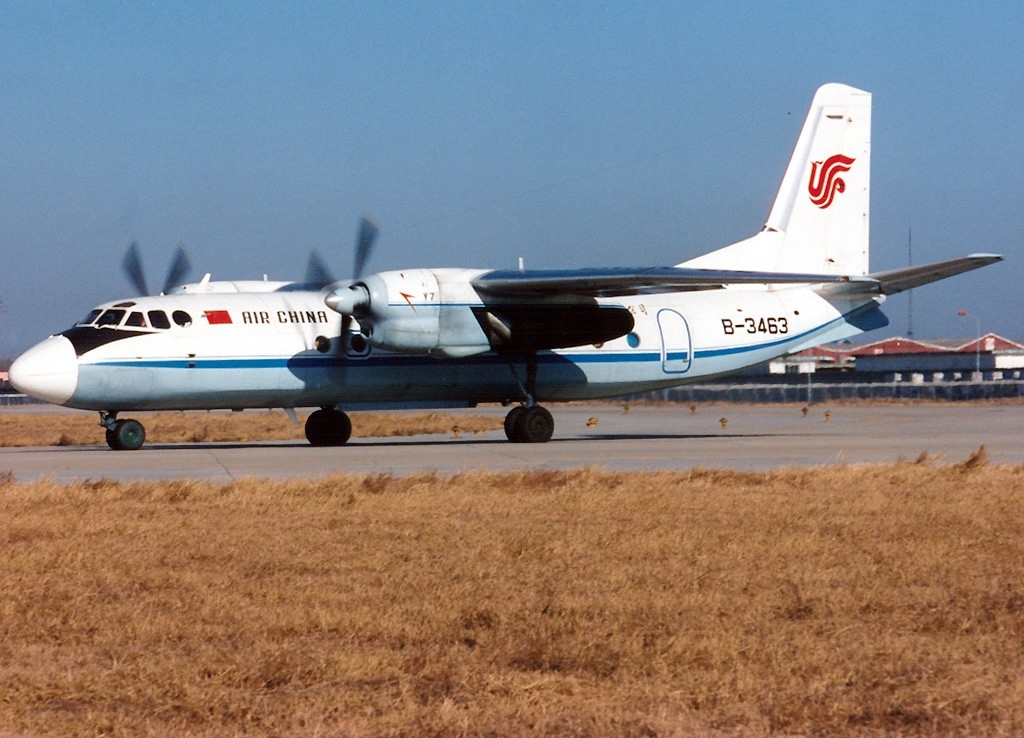
国航的运-7-100於北京首都國際機場（已退役）

| 機型                      | 服役年份 | 退役年份 |
| ------------------------- | -------- | -------- |
| 波音747SP-J6              | 1980     | 1999     |
| 波音747-2J6BM             | 1983     | 1998     |
| 波音747-2J6F/2J6SF        | 1998     | 2010     |
| 波音747-4J6M              | 1989     | 2013     |
| 波音777-2J6               | 1998     | 2018     |
| 波音767-2J6ER             | 1985     | 2009     |
| 波音767-3J6               | 1993     | 2012     |
| 波音767-332ER/3Q8ER/33AER | 2002     | 2012     |
| 波音757-23A               | 1997     | 2015     |
| 波音707-3J6B/3J6C         | 1974     | 1993     |
| 波音737-2T4               | 1987     | 1995     |
| 波音737-300               | 1988     | 2014     |
| 波音737-600               | 2003     | 2009     |
| 空中巴士A340-300          | 1997     | 2014     |
| 霍克薛利三叉戟型          | 1974     | 1991     |
| BAe 146-100               | 1987     | 2002     |
| 运7-100                   | 1987     | 1996     |

## 目的地

国航目的地覆盖图：
中国大陆
境外目的地

中国国际航空共开通了200多條國內外航線，国内通航城市超过80个，国际及地区际通航城市超过40个，以欧亚大陆和北美航线为主，南半球的航线有印度尼西亚、澳大利亚、新西兰、南非、埃塞俄比亚、巴西等國。是世界民航业少有的拥有飞往所有人类常驻六大洲客运航线的航司。
另外，中国国际航空是除高丽航空外唯一于朝鲜平壤顺安国际机场通航的航空公司，即唯一可在朝鲜民主主义人民共和国内固定通航的外国航空公司。目前處於停航狀態。

### 代码共享
中国国际航空已与以下航空公司签署代码共享协议：
星空聯盟成員
- 加拿大航空 (AC)
- 哥倫比亞航空 (AV)
- 長榮航空 (BR)
- 多羅米提航空 (EN)
- 埃塞俄比亞航空 (ET)
- 漢莎航空 (LH)
- LOT波蘭航空 (LO)
- 瑞士國際航空 (LX)
- 埃及航空 (MS)
- 全日空 (NH)
- 新西蘭航空 (NZ)
- 奧地利航空 (OS)
- 韓亞航空 (OZ)
- 南非航空 (SA)
- 北歐航空 (SK)
- 新加坡航空 (SQ)
- 土耳其航空 (TK)
- TAP葡萄牙航空 (TP)
- 聯合航空 (UA)
- 深圳航空 (ZH)

非星空聯盟成員
- 吉祥航空 (HO)（非星空联盟的正式成员，但为星空联盟优连伙伴成员）
- 山東航空 (SC)
- 澳門航空 (NX)
- 西藏航空 (TV)
- 昆明航空 (KY)
- 國泰航空 (CX)（寰宇一家，並同時互相持有對方的公司股份）
- 維珍大西洋航空 (VS)
- 芬蘭航空 (AY)（寰宇一家）
- 立榮航空 (B7)
- 華夏航空 (G5)
- 夏威夷航空 (HA)
- 巴西南美航空 (JJ)
- 塞爾維亞航空 (JU)
- 以色列航空 (LY)

## 特殊涂装机

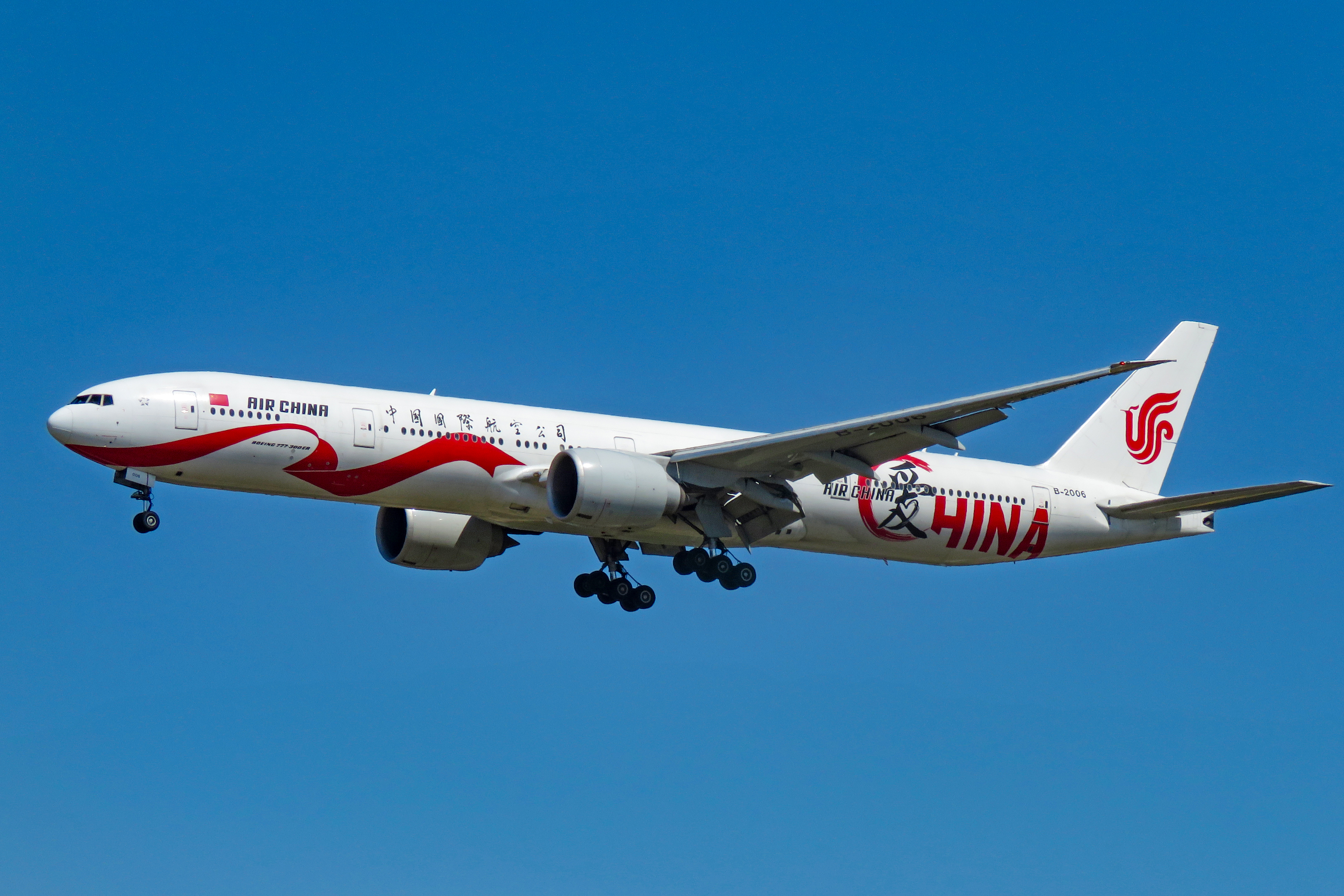
爱CHINA彩绘涂装的波音777-300ER
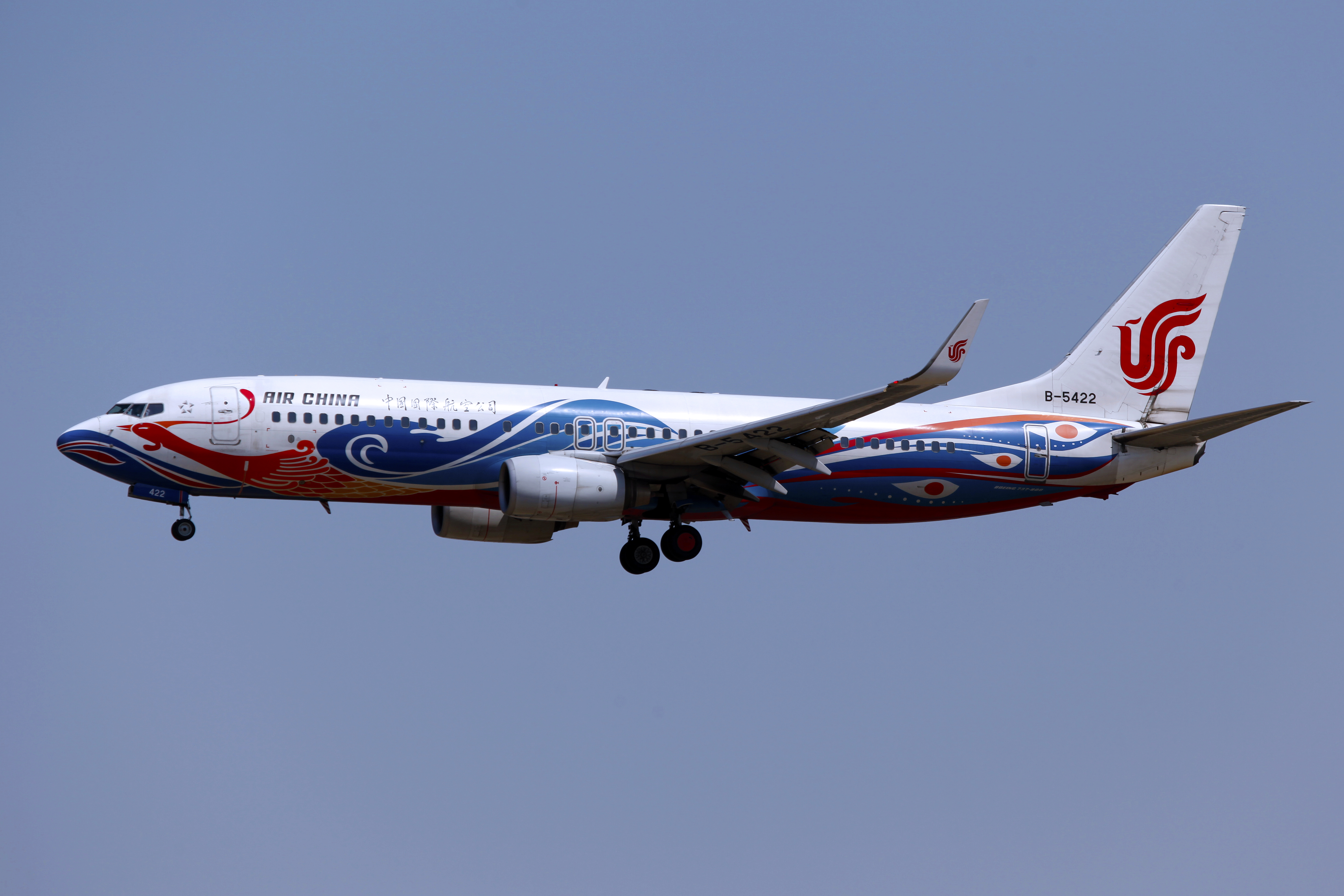
“凤凰”彩绘涂装的国航第50架波音737-800
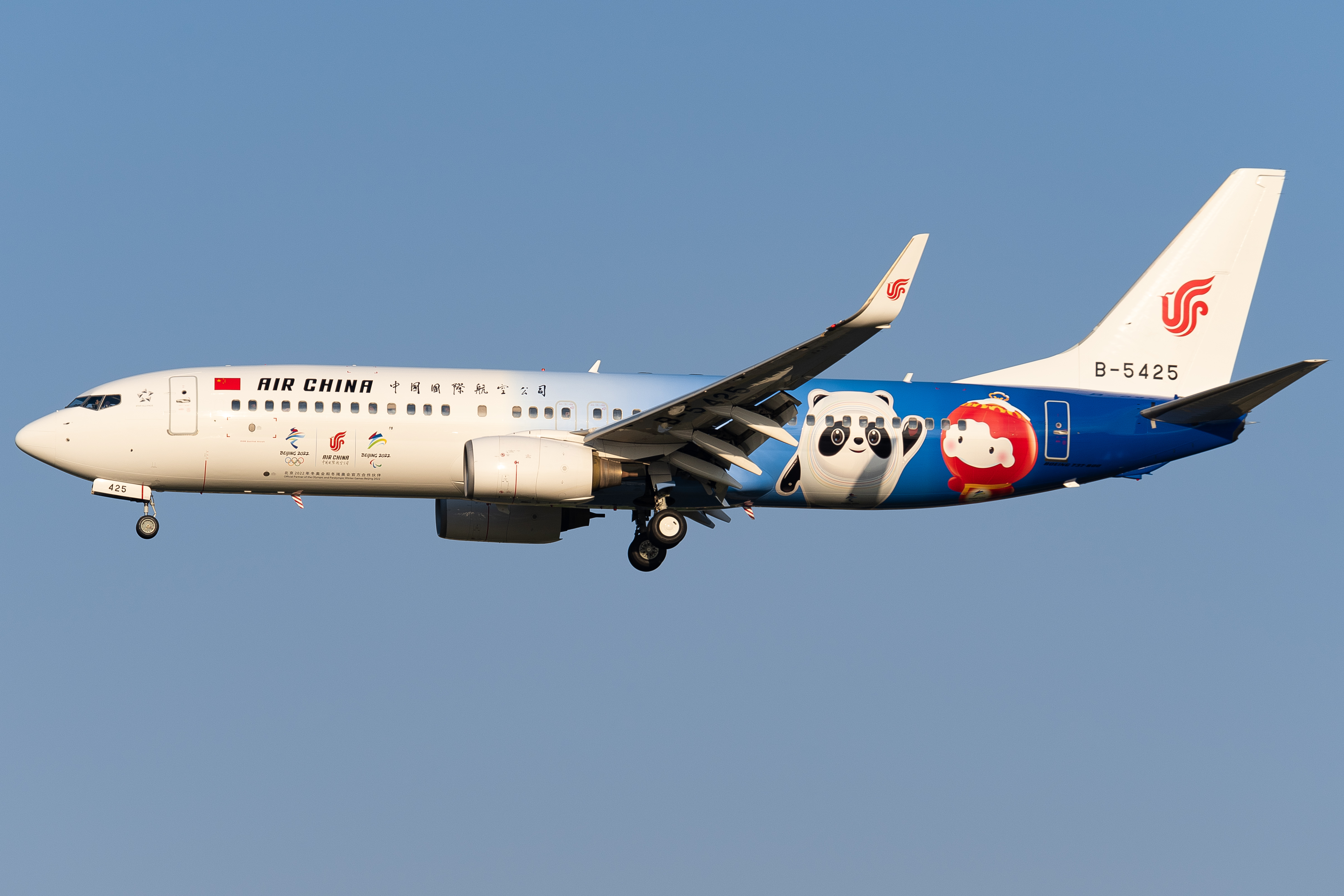
2022年冬季奥林匹克运动会涂装的波音737-800
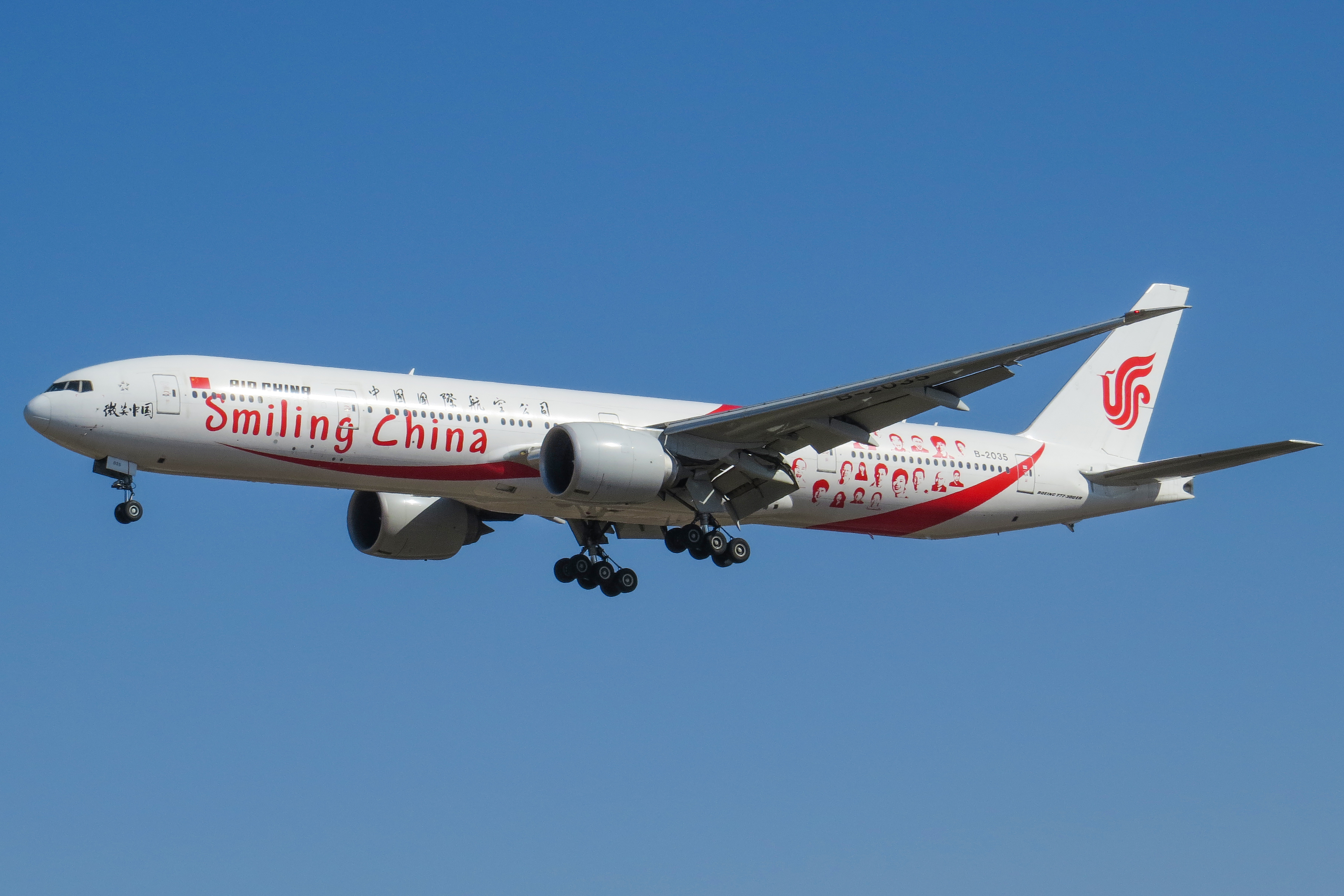
微笑中国涂装的波音777-300ER
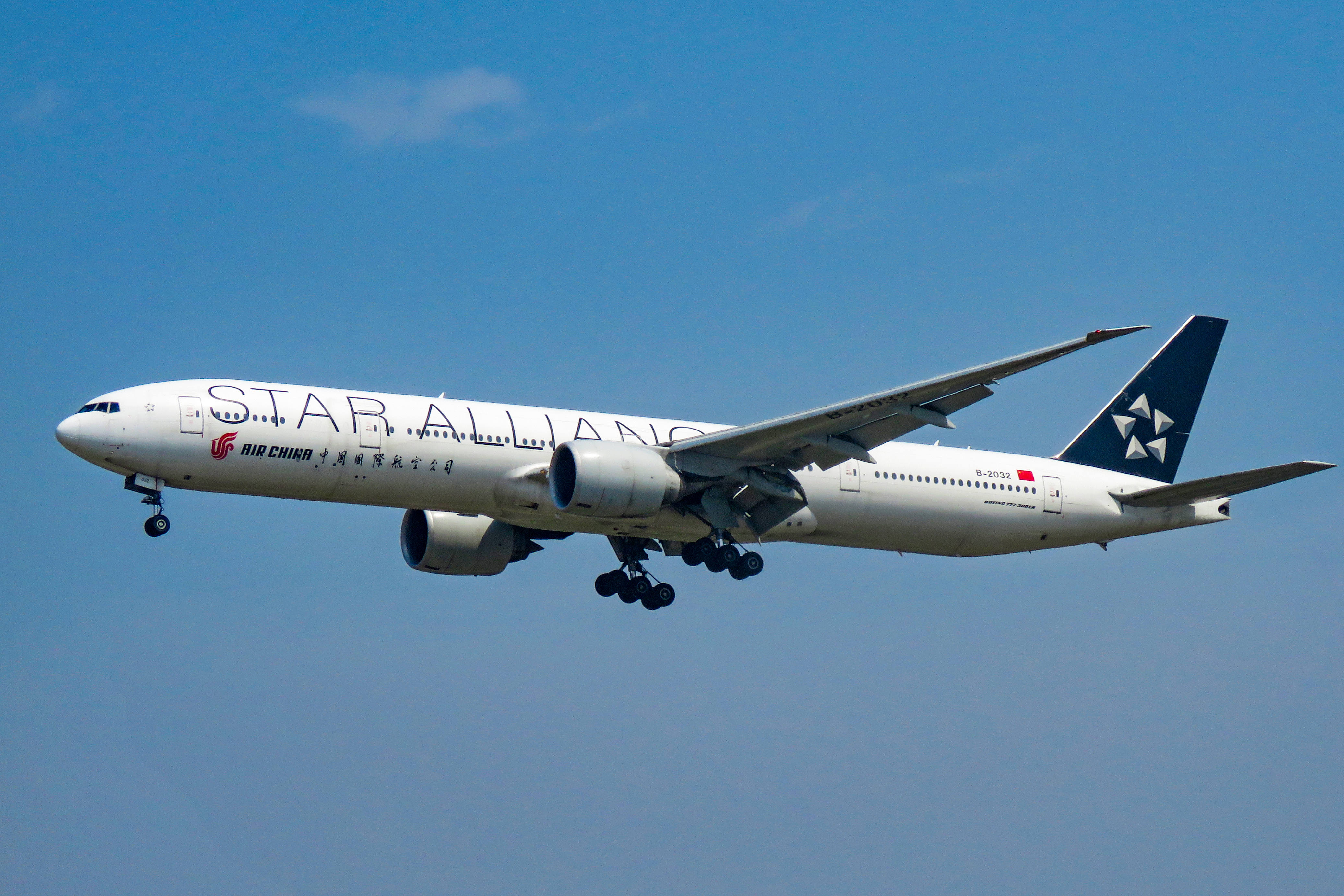
星空联盟涂装的波音777-300ER
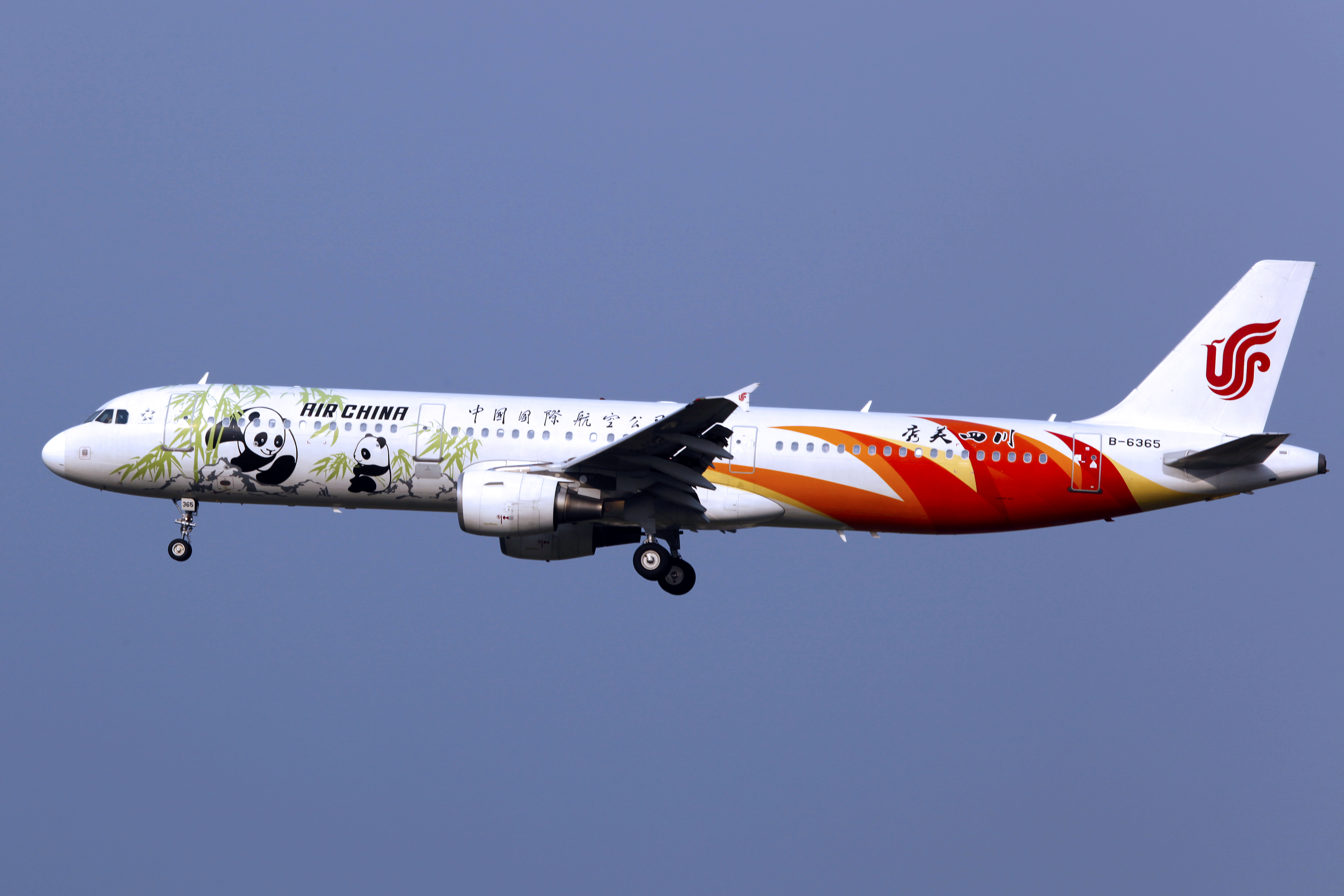
秀美四川彩繪的國航空中客車A321
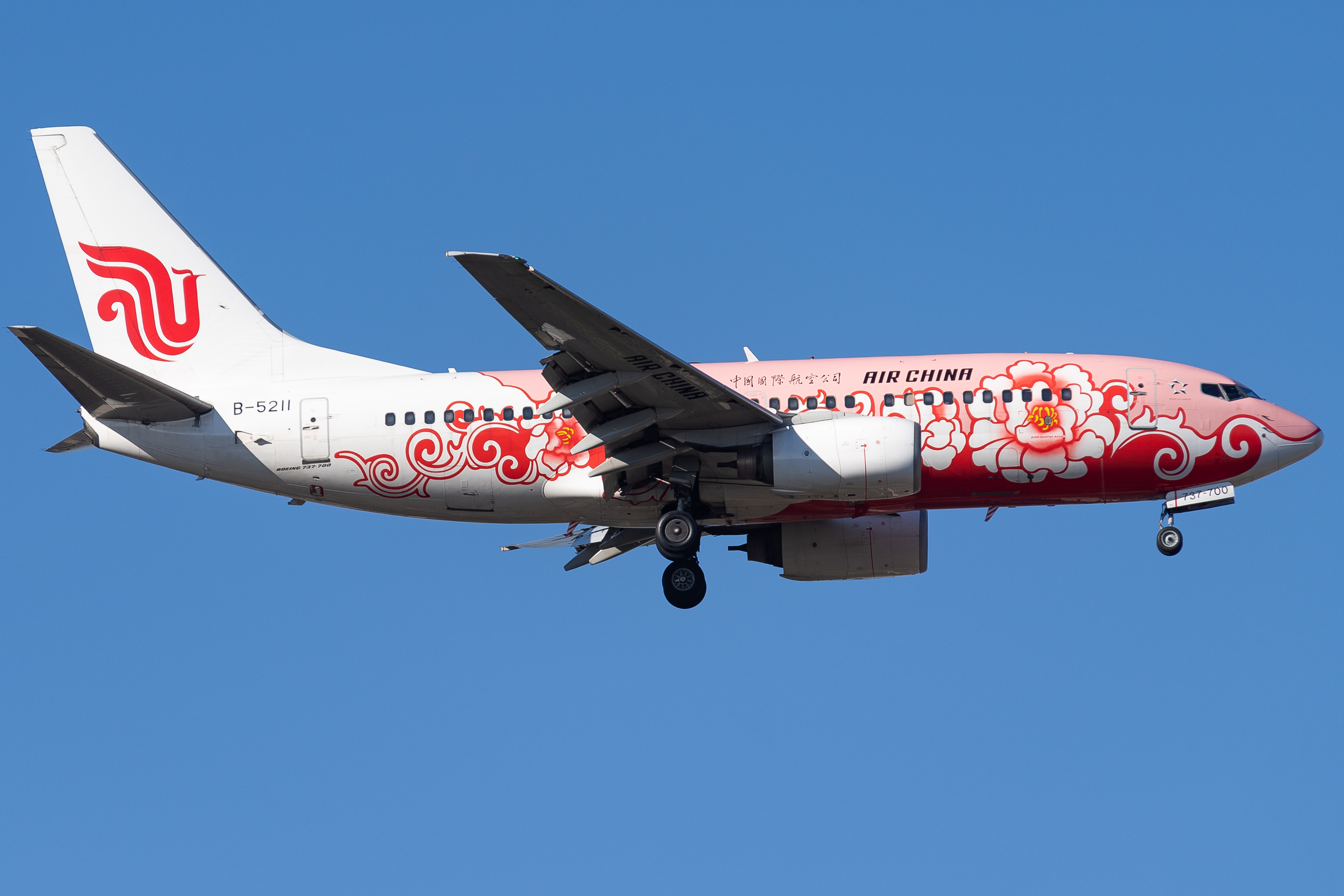
中國紅牡丹塗裝的國航波音737-700
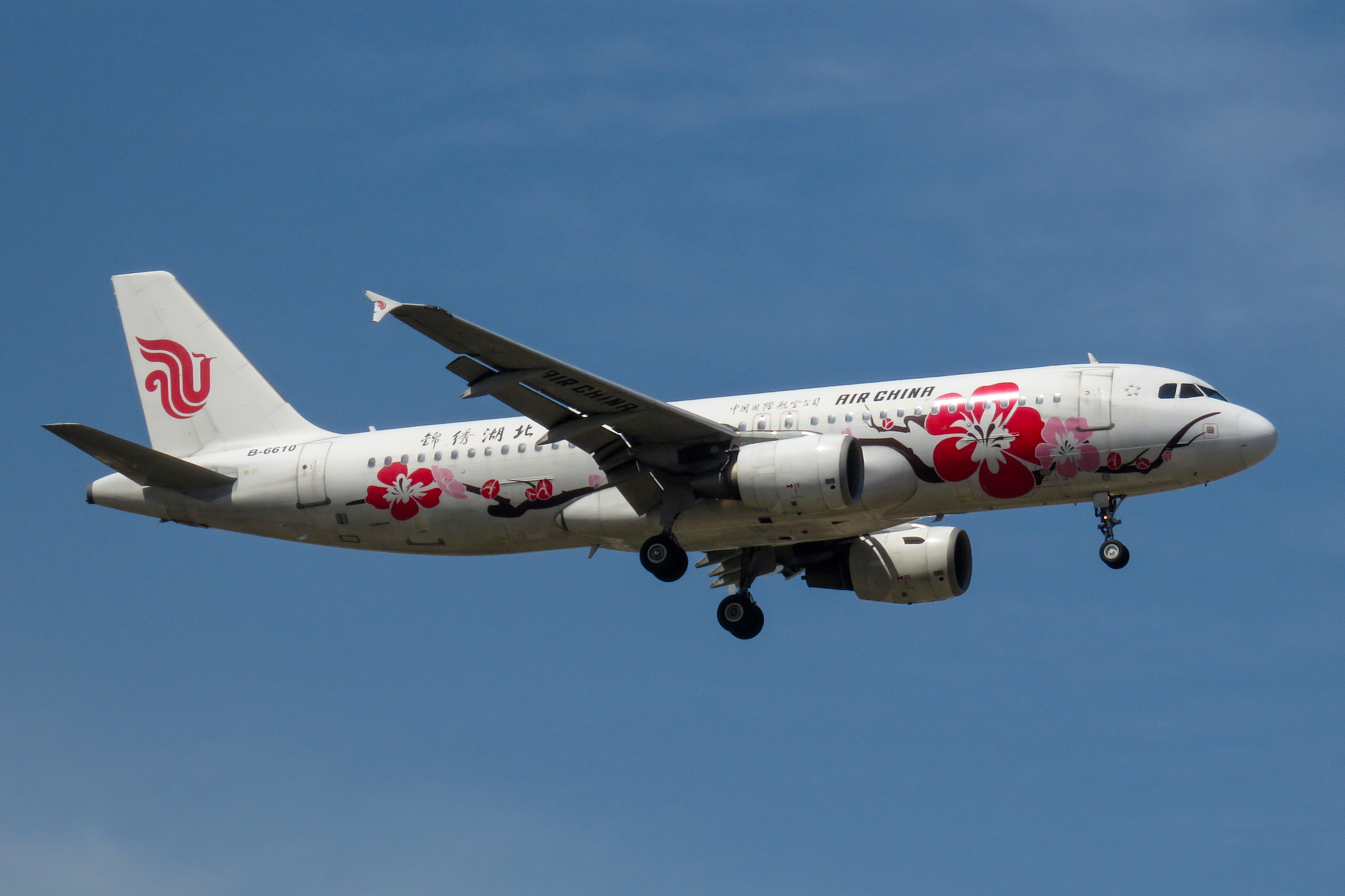
锦绣湖北号涂装的空中客車A320-200

- B-2006号波音B777-39L/ER客机，涂有“爱China”涂装，该机为国航首批20架777-300ER订单之最后一架，为庆祝中华人民共和国建国65周年到来之际而喷绘，已于2014年9月27日交付
- B-2032号波音B777-39L/ER客机，涂为星空联盟涂装
- B-2035号波音B777-39L/ER客机，涂有“微笑中国”主题涂装[62][63]，2022年6月重新涂为标准涂装
- B-2047号波音B777-39L/ER客机，涂有“庆祝中法建交50周年”涂装 [64]，2024年3月重新涂为标准涂装
- B-2059号波音B777-2J6客机，涂为紫宸号彩绘（第二套方案）（现已退役）
- B-2060号波音B777-2J6客机，涂为紫金/紫轩号彩绘（第二套方案）（现已退役）
- B-2376号空客A320-214客机，涂为牡丹主题彩绘（丁香紫）（现已退役）
- B-2377号空巴A320-214客机，涂为牡丹主题彩绘（梦幻蓝）（现已退役）
- B-2642号波音B737-89L客机，涂有“第七届中国花卉博览会”涂装（现已退役）
- B-5176号波音B737-86N客机，曾涂为北京2008年奥运会“奥运吉祥”彩绘涂装，后改为牡丹主题彩绘（银）（现已退役）
- B-5177号波音B737-86N客机，曾涂为北京2008年奥运会“奥运吉祥”彩绘涂装，后改为牡丹主题彩绘（粉紫）（现已退役）
- B-5178号波音B737-86N客机，曾涂为北京2008年奥运会“奥运吉祥”彩绘涂装，后改为牡丹主题彩绘（银）（现已退役）
- B-5198号波音B737-89L客机，涂为牡丹主题彩绘（鹅蛋黄）
- B-5201号波音B737-79L客机，曾涂为北京2008年奥运会彩绘涂装（现已退役）
- B-5202号波音B737-79L客机，曾涂为北京2008年奥运会彩绘涂装
- B-5211号波音B737-79L客机，曾涂为北京2008年奥运会彩绘涂装，后改为牡丹主题彩绘（中国红）
- B-5214号波音B737-79L客机，涂为牡丹主题彩绘（板栗棕）
- B-5390号波音B737-89L客机，涂为牡丹主题彩绘（香槟金）
- B-5422号波音B737-89L客机，为国航接收的第50架波音737-800飞机，涂有“凤凰”彩绘涂装
- B-5425号波音B737-89L客机，2018年6月涂为2019年北京世界園藝博覽會“花开盛世”主题涂装，2020年9月重新涂为“冬奥冰雪号”彩绘涂装，2023年初重新涂为星空联盟涂装
- B-5497号波音B737-89L客机，2018年4月涂为2019年北京世界園藝博覽會“多彩世园”主题涂装[65]，2021年2月重新涂为“冬奥运动号”彩绘涂装[66]，2023年初重新涂为星空联盟涂装
- B-1083号空巴A350-941飞机，涂为2019年北京世界園藝博覽會“多彩世园”主题涂装，2019年11月恢复标准涂装
- B-5977号空巴A330-343客机，为国航接收的第50架空客A330飞机，涂有“国航第50架A330”图标
- B-6075号空巴A330-243客机，曾涂为“和谐之旅——北京2008奥林匹克火炬接力”涂装，后重新涂为紫金/紫轩号彩绘（第一套方案），2019年初重新涂为星空联盟涂装，2021年退役（现为首都航空货运B-32GY）
- B-6076号空巴A330-243客机，曾涂为紫宸号彩绘（第一套方案），2018年10月重新涂为星空联盟涂装[67]，2021年退役
- B-6091号空巴A330-243客机，涂为星空联盟涂装
- B-6093号空巴A330-243客机，涂为星空联盟涂装
- B-5912号空巴A330-343客机，涂为星空联盟涂装
- B-6101号空巴A330-343客机，涂为星空联盟涂装
- B-6383号空巴A321-213客机，涂为星空联盟涂装
- B-308M号空巴A350-941飞机，涂为星空联盟涂装
- B-6361号空巴A321-213客机，涂有“秀美四川”主题涂装（红）[68]
- B-6365号空巴A321-213客机，涂有“秀美四川”主题涂装（橙）
- B-6610号空巴A320-214客机，涂有“锦绣湖北”涂装，2020年恢复标准涂装，2023年退租
- 中国国际航空内蒙古公司B-5226号波音B737-79L飞机，涂有“天骄内蒙古”涂装[69]

## 貴賓休息室
中國國際航空在特定機場設有專屬貴賓休息室，為國航頭等艙、商務艙乘客、凤凰知音白金卡、金卡、銀卡會員提供服務。詳情如下：
國際出發頭等艙休息室
- 北京首都國際機場T3E
- 上海浦東國際機場T2
- 成都雙流國際機場T1

國際出發公務艙休息室
- 北京首都國際機場T3E
- 上海浦東國際機場T2

國際出發頭等艙&公務艙休息室
- 北京首都國際機場T2
- 大連周水子國際機場

國際出發貴賓休息室
- 上海虹橋國際機場T1

國際進港貴賓休息室
- 北京首都國際機場T3C（國際到達區，供國際到達貴賓使用）

國內头等舱&公务舱休息室
- 北京首都國際機場T3C（四层西侧浮岛，是唯一再細分頭等艙休息區域的國內出發休息室）
- 北京首都國際機場T3C（二层西侧）
- 上海浦東國際機場T2
- 成都雙流國際機場T2
- 大連周水子國際機場
- 呼和浩特白塔國際機場

國內头等舱休息室
- 上海虹橋國際機場T2（V3）

國內公务舱休息室
- 重慶江北國際機場T3A

國內貴賓休息室
- 北京首都國際機場T3C（鄰近三层C04登机口，供京沪快线貴賓使用）
- 北京首都國際機場T3C（鄰近二层C58登机口，供國內航線中轉貴賓使用）
- 北京首都國際機場T3D（二层东南侧浮岛，供D登机口出發貴賓使用）
- 上海虹橋國際機場T2（V8）
- 天津濱海國際機場T1东指廊與T2連接處
- 武漢天河國際機場T3B
- 貴陽龍洞堡國際機場T2
- 杭州蕭山國際機場T1（鄰近B09登机口）
- 杭州蕭山國際機場T1（鄰近远机位登机区，B87登机口）

## 常旅客计划
凤凰知音（Phoenix Miles，2013年前称国航知音）是中国国际航空的飞行常客奖励计划，是中国大陆最早创立的的飞行常客奖励计划，乘客拥有知音卡片后，可通过搭乘国航及下属公司以及星空联盟成员等伙伴航空公司航班累积里程，来换取免费机票及升舱等多项待遇。凤凰知音亦与酒店、汽车租赁公司、银行等商家合作，提供里程积累、兑换及各类增值服务。

## 評價
Skytrax評估
| 年度 | 獎項                     | 排名   |
| ---- | ------------------------ | ------ |
| 2011 | 全球最佳航空公司         | 第36名 |
| 2012 | 全球最佳航空公司         | 第37名 |
| 2013 | 四星級航空公司           | 不適用 |
| 2013 | 全球最佳航空公司         | 第51名 |
| 2014 | 三星級航空公司           | 不適用 |
| 2014 | 全球最佳航空公司         | 第85名 |
| 2015 | 三星級航空公司           | 不適用 |
| 2015 | 全球最佳航空公司         | 第93名 |
| 2016 | 三星級航空公司           | 不適用 |
| 2016 | 全球最佳航空公司         | 第87名 |
| 2017 | 三星級航空公司           | 不適用 |
| 2017 | 全球最佳航空公司         | 第98名 |
| 2018 | 三星級航空公司           | 不適用 |
| 2018 | 全球最佳航空公司         | 第93名 |
| 2019 | 三星級航空公司           | 不適用 |
| 2019 | 全球最佳航空公司         | 第99名 |
| 2020 | 三星級航空公司           | 不適用 |
| 2021 | 三星級航空公司           | 不適用 |
| 2021 | 全球最佳航空公司         | 第93名 |
| 2022 | 三星級航空公司           | 不適用 |
| 2023 | 三星級航空公司           | 不適用 |
| 2024 | 三星級航空公司           | 不適用 |
| 2024 | 中國地區最佳航空公司員工 | 第10名 |
| 2024 | 中國地區最佳航空公司     | 第8名  |

## 飞行事故
- 1998年10月28日，一架執行北京－昆明－仰光的CA905號航班的波音737-300（註冊編號B-2949）被機長袁斌劫至台北中正機場。
- 1999年4月1日，一架波音747-2J6BSF（註冊編號B-2446）執行由紐約飛往芝加哥的CA9018號貨運班機，在奥黑尔国际机场降落之後入侵正在起飛的大韓航空36號班機（波音747-400）所用的14R跑道，兩機並未相撞。[72]
- 2002年4月15日，一架執行从北京至釜山的CA129號航班的波音767-200ER客机（註冊編號B-2552）在韩国釜山坠毁，机上166人中有128人死亡。这是国航1988年改組之後迄今为止唯一的一次重大空难事故。[73]
- 2007年7月1日，一架執行從北京至迪拜的CA941號航班的波音767客機（註冊編號B-2553），於下午5時17分在北京首都國際機場起飛前，起落架突然意外收起，機頭著地，造成機上2人受傷。[74]這架波音767-200當時即將退出國航機隊，事後由於蒙皮出現褶皺，不得不提前報廢。
- 2007年10月27日1时45分，因遭遇雷击，一架从北京飞往昆明的CA4174次航班被迫返回北京首都国际机场，意外未造成人员伤亡，但被业内认定为“严重飞行事故征候”。由于當時国航应急服务欠完善，引发乘客不满。[75]
- 2008年6月20日，一架波音777-200執行從巴黎至北京的CA934航班，因在飞行过程中仪表显示左侧一号发动机滑油压力降低，为确保安全，机组选择了较近机场进行备降，并于北京时间20日上午9时在莫斯科安全降落。
- 2008年7月8日，一架從天津至香港的CA103航班在香港國際機場降落後，在跑道滑行時和跑道上一架港機工程的車輛碰撞，無人受傷。
- 2009年3月29日，一架從哈尔滨至北京CA1666航班一架波音737-800型客机在进港滑行时冲出停机线，左侧机翼撞上廊桥受损。机上载有近百名乘客，幸而未造成人员伤亡。
- 2009年12月17日，一架從纽约至北京CA982航班波音747-400型客机在从纽约甘迺迪國際機場起飞三个小时后因为增压系统故障被迫折返，事件中无人受伤。
- 2013年5月9日，一架波音777-300ER（註冊編號B-2037）執行從北京至巴黎的CA933航班，在飛經立陶宛上空時發生單側發動機故障，其后備降在斯德哥爾摩阿蘭達機場，事故中無人受傷。[76][77]事後第四天（5月13日），國航使用一架波音747-400M客貨機執行北京飛往斯德哥爾摩的CA911号航班（該航班平時由空中巴士A330-300執行），以運載供故障機更換的GE90-115B引擎。[78][79]
- 2015年12月10日，CA1822航班一架飞机在福州機場準備起飛時右發動機冒火，機場消防隊救火時認錯飛機，先把沒著火的福州航空FU6577噴了一遍，之後才噴冒火的CA1822。[80]
- 2016年4月9日，一架從北京至東京的CA181航班在東京國際機場準備降落時，機場塔台因地面跑道仍有飛機滑行而要求該航班重飛，而在此之前已經准許飛機降落。機組人員後無視航空管理員指令，將航班按照原本計劃強行降落，幸好前面降落的航班已駛離跑道，未有造成人員傷亡。[81]
- 2016年6月19日，从德国法兰克福飞往上海浦东机场的国航CA936航班，在飞行过程中遭遇强气流发生严重颠簸，机上17人落地后被送医治疗，其中1名女性伤势较重，其余均为轻伤。[82]
- 2017年6月4日晚，一架執行香港至成都CA428航班的空中巴士A320-200（註冊編號B-6822）从香港國際機場起飛後，在約3000呎高空突然左轉，飛往大澳上空方向，由於大嶼山一帶有不少高峰，空管人員即時指示機師往右飛並爬升，但對話期間出現雜音，在10多秒後客機才改變航道。[83]國航回應稱机组对指令存在疑问，因无线电频率繁忙，在与管制确认指令过程中先行转弯，造成短时偏离正常离场轨迹，经管制员提醒后机组及时修正。[84]
- 2018年7月10日晚，一架執行香港至大連CA106航班的波音737-800（註冊編號B-5851）客机從香港起飛30分鐘後，在巡航阶段出现座舱高度警告，机组手动释放客舱氧气面罩、宣布紧急状态（Mayday）并在12分鐘內从約10,600米高空紧急下降至約3,500米高度[85]。下降到3,000米高度后，机组发现问题并重新接通空调组件，增压恢复正常，在客艙应急氧氣不符合适航条件下又重新爬升至7,500米并继续飞往目的地[86]，於當天10時29分降落在大連周水子國際機場，無人傷亡[87]。中国民航局7月13日回应的初步调查结果显示，事件系副驾驶在駕駛艙內吸电子烟，为防止烟味弥漫到客舱而欲关闭循环空调组件，期间未通知机长且错误关闭相邻空调组件，致使客舱氧气不足、高度告警，事件详细原因仍在调查核实[88]。中国国际航空于7月13日晚间宣布，决定对涉事机组停止飞行资格、依法解除劳动合同，对有关管理人员严肃处理，并建议民航局在完成调查程序后吊销机组人员的飞行员驾驶执照[89]。中国民航局于7月17日召开的安全会议中通报了有关处理决定，国航被令安全整顿3个月，限期整改；机长的航线运输、商用执照被吊销且不再受理，副驾驶（在座）商用执照吊销且不再受理，副驾驶（观察员）商用执照吊销6个月、停飞24个月，签派员执照吊销24个月；对国航罚款共计5万元；削减国航总部波音737航班总飞行量10%，每月削减5,400小时[90]。
- 2019年3月4日晚，一架执行从北京至洛杉矶的CA983航班的波音777-300ER（注册编号B-2040）客机从北京首都国际机场起飞后，在俄罗斯空域飞行中飞机出现后货舱火警信息。为确保安全，该航机于北京时间3月5日凌晨2点55分备降俄罗斯乌戈尔尼机场，并实施紧急撤离程序，无人伤亡。落地后经检查，飞机货仓正常且无过火痕迹，初步判定为飞机火警信息故障。[91]
- 2019年5月6日,国航一架空客A330 在飞往北京的下降过程中，乘务员在落地前30 分钟仍在客舱服务，遭遇颠簸，2位乘务员受伤，其中1 人桡骨骨折。
- 2019年5月17日，国航一架B777-300ER 在北京区域绕飞雷雨时突遇严重颠簸，飞机还有25分钟落地，客舱乘务员仍在整理客舱、安全检查，未在执勤位置就坐，7 名乘务员不同程度受伤，其中一人眼眶骨折，另一人胸椎、桡骨、骶骨骨折。[92]由于国航12天内连续发生两起乘务员受伤事件，中国民航局华北局对国航下达整改通知，决定从2019年7月31日起至8月13日，暂停国航各乘务训练中心所有乘务员训练，此期间所有训练记录不予认可。[93]
- 2019年8月27日下午，一架执行北京至东京羽田CA183航班的空中客车A330-300（注册编号B-5958）在北京首都國際機場進行旅客登机时，前货舱冒烟起火，旅客全部撤离，飞机机身受损，該機隨後遭報廢。[94][95]
- 2019年10月25日晚，国航CA1449航班在重庆正常落地后滑行进入停机位过程中，左侧翼尖与机坪视频监控杆发生剐蹭，导致左侧6号前缘缝翼受损[96]。
- 2020年8月20日，從北京前往杭州的CA1704航班在飞行过程中突然下降1,000米，导致两名不在座位上的乘务员受伤。[97]
- 2021年4月7日22时35分，中国国际航空8228号航班在从厦门高崎机场起飞前往武汉天河机场，途中有乘客三次大喊“有炸弹”，于是飞机在起飞30分钟后折返，并在40分钟后迫降厦门。迫降后，大喊的乘客被警方带走，飞机在搜查后未发现爆炸物。航班在8日凌晨近5时才抵达武汉。[98]
- 2023年7月10日，国航CA1524上海飞北京航班在空中遭遇严重颠簸。事故造成2人受伤。[99]
- 2023年9月10日下午，從成都前往新加坡的国航CA403航班在飞行途中，前货仓和卫生间冒烟。航班于16:15时左右降落在樟宜机场，所有乘客和机组人员均已安全撤离。受此事件影响，樟宜机场第三跑道将暂时关闭[100]。国航官方发布的通报显示初步判断系发动机机械故障所引发。[101]
- 2023年12月30日，由悉尼前往北京的國航CA174航班在飛行途中出現故障，機組按程式處置，為確保安全，決定返航悉尼。[102]
- 2024年1月22日，国航从北京飞往常州的CA1825航班，因工作人员工作疏忽未取下前起落架安全销，导致飞机前起落架无法正常收回，机组按程序处置飞机返航。1月23日，国航发表声明表示对由此给旅客行程带来的不便深表歉意。[103]

## 其他事件
- 2007年4月，一架執行從北京至紐約CA981號航班的客機，在肯尼迪國際機場降落後，機師和機場控制塔出現溝通問題，通讯录音被公布在Youtube受到关注。肯尼迪機場控制塔人員批評國航機師英語水平低，但國航方面指肯尼迪機場塔台人員沒有使用國際民航組織通用的航空英語（英语：Aviation English）。[104]
- 2011年2月24日晚，一架从深圳至上海的CA1894号班机上由于两名乘客对座位不满意，乘务员劝说无果后，最后导致全体乘客下飞机，重新安检，以致航班取消。这段发生在机舱和机场跑道上的不愉快经历，已在网上形成了“我有白金卡”事件，一夜间“我有白金卡”成为网络热词。[105]后被证实这两名乘客并无白金卡。[106]
- 2013年10月6日，CA1268航班上发放的晚餐中出现过期的牛肉烧饼，飞机上出现20余人腹泻。飞机上，有乘客向乘务员反映烧饼过期后，乘务员拒绝收回已发放的烧饼，拒绝告知其他旅客烧饼过期的情况。事后国航发表声明称，烧饼没有过期，是包装印刷错误，并宣称没有接到乘客大量腹泻的投诉。[107]
- 2014年上映的喜剧电影《採訪》（又称《刺杀金正恩》）里面出现的一架披着国航涂装747客机，虽然机身上书“郑州航空”和“ZHANGZHOU AIR”，但从机尾清晰的注册号来看，这是明显来自国航机队的B-2443，“ZHANGZHOU AIR”前面的拼音和郑州对不上，但是字体形式却沿袭AIR CHINA。
- 2014年12月17日，一架從重慶飛往香港CA433號航班起飛後不久，由于两名乘客不滿後排一名兩歲大幼儿太吵闹，而与幼儿家长發生糾紛和打架，飞机險些要折返重慶江北國際機場。[108][109]
- 2016年9月，国航机上杂志《中国之翼》在《伦敦 礼帽下的风度与坚硬》文章中的出行安全提示部分，出现了不恰当的文字表述。文章中出现了提醒旅客在访问伦敦“有些印巴聚集区和黑人聚集区”时要多加小心的语句，被指涉嫌种族歧视，引发争议[110]。为此，国航相关负责人表示，《中国之翼》刊登的文章不代表国航的观点。而国航相关负责人在发现此问题后，国航立即在所有航班中撤下了该杂志，并要求杂志社认真吸取教训，加强内容审核，避免类似问题再次发生[111]。此事件发生后，中华人民共和国外交部发言人华春莹在例行记者会上也提及此事，表示“中国政府一贯主张和坚持各民族一律平等，坚决反对一切形式的种族歧视。这一立场是一贯、明确的[112]”。
- 2018年3月22日上午，一架國航波音737客機執飛天津濱海至香港的CA103號班機，抵港後被發現機頭雷達罩損毀破洞，懷疑在飛行途中撞上雀鳥。該破洞面積約1平方米，沾有血跡，客機安全降落，無人受傷[113]。
- 2018年4月15日，一架從长沙至北京的CA1350航班在飞至郑州上空时机组宣布被劫持并将应答机设置为7500，其后备降在郑州新郑机场。初步了解为“公共安全原因”备降。[114]后据调查，系乘客用钢笔挟持乘务员导致班机备降[115]。
- 2018年7月26日，国航一架由巴黎飞往北京的CA876號班機，其AOC接到疑似恐怖信息。为确保班机安全，该班机返航巴黎并安全落地[116]。后经查实，疑似的恐怖信息是由一名未登机的澳大利亚籍的乘客发出，该旅客后被警方拘留，而机场所属的博比尼法院检察官就此事件立案展开调查。据检察官称，涉事乘客是因为他没有及时登上飞机，同时又打电话给航空公司，客服误将该乘客所称“他航站楼被挡在了警方的警戒线后，警察正在调查机场一个被遗弃的包裹，他说这个包裹里可能有炸弹。”听成了“航班上有一枚炸弹”。但经过调查没有发现任何起诉他的理由，随后警方将他无罪释放[117]。
- 国航监管员牛宇虹诬陷乘客事件：2019年7月12日，中国国际航空成都飞往北京的CA4107航班的头等舱内，国航客舱部员工牛宇虹自称国航“监督员”态度恶劣斥责乘客、扰乱公共秩序，反而导致乘客被其诬陷遭调查滞留[118]。
- 2020年12月2日12时29分，国航一架从成都双流国际机场飞往上海浦东国际机场的航班，起飞后不久系统发出机械故障报警。机组随后决定就近返航成都，12时55分飞机安全落地。国航之后安排了另一架飞机重新执行航班任务，航班已于14时37分起飞[119]
- 2023年1月25日国航CA8524航班（西安-温州）在飞行过程中因气流影响发生剧烈颠簸，有乘客录下遗言以防不测。最终未造成人员受伤。[120]
- 2024年9月9日，由大连飞北京的国航CA8903航班因故障原因返航。[121]
- 2024年12月底，演员杨亘从北京乘坐国航班机准备飞往成都，登机前他购买了美珍香的猪肉脯，但在下机时，猪肉脯仍留在机舱的行李架上。杨亘随后与国航经理联系解决问题，但对方以「不需要再跟我说了」拒绝与当事人沟通。而该飞机之后又飞回北京，机组人员与来程航班一致，但机组人员表示未发现遗失物品，且前后口径不一致。事后杨亘致电国航投诉，但国航经理仍以「确实没办法联系机组」为由拒绝处理此事[122]。